# Biserica romano-catolică din Lunga

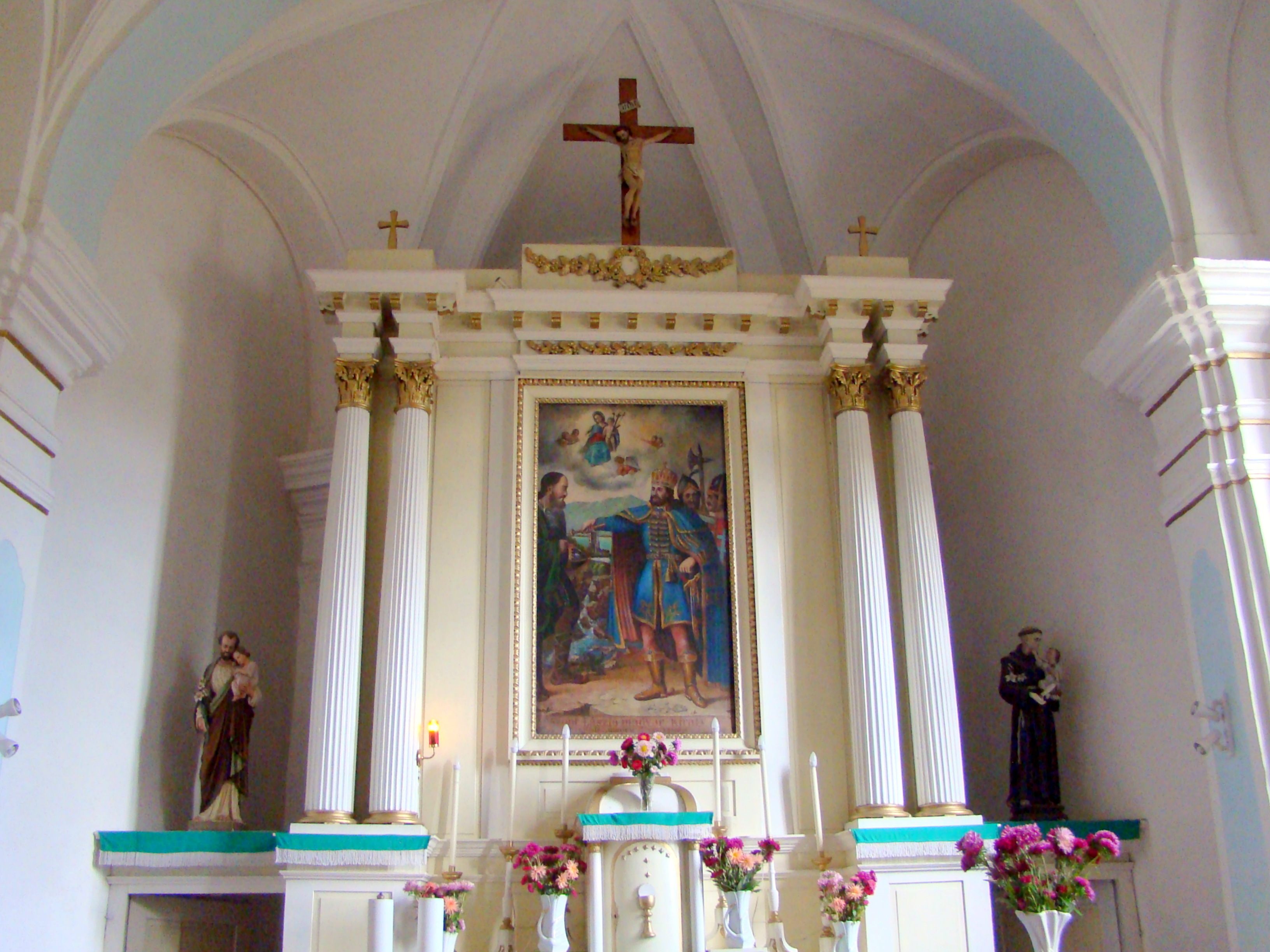
Altarul bisericii romano-catolice din Lunga

Biserica romano-catolică din Lunga este un ansamblu de monumente istorice aflat pe teritoriul satului Lunga; oraș Târgu Secuiesc. În Repertoriul Arheologic Național, monumentul apare cu codul 63768.03.
Ansamblul este format din două monumente:
- Biserica romano-catolică „Sf. Ladislau”(cod LMI CV-II-m-A-13237.01)
- Zid de incintă (cod LMI CV-II-m-A-13237.02)

## Localitatea
Lunga (maghiară : Nyujtód) este un sat ce aparține municipiului Târgu Secuiesc din județul Covasna (aflat în Transilvania), din România. Până în anul 1968, avea statutul de sat centru de comună. Prima atestare documentară este din anul 1332, sub numele de Nachtond.

## Biserica
Construită în secolul al XV-lea, nava sa își păstrează formele gotice originale. Ferestrele de pe partea de sud sunt decorate cu un frumos cadru de piatră sculptat. Cutremurul din 1802 a provocat distrugeri importante bisericii, fiind reparată în 1821. În anul 1880 a trebuit să fie reparată din nou. Păstrează o cristelniță din 1553. Patronul bisericii este Sfântul Ladislau.

## Vezi și
- Lunga, Covasna

## Imagini din exterior

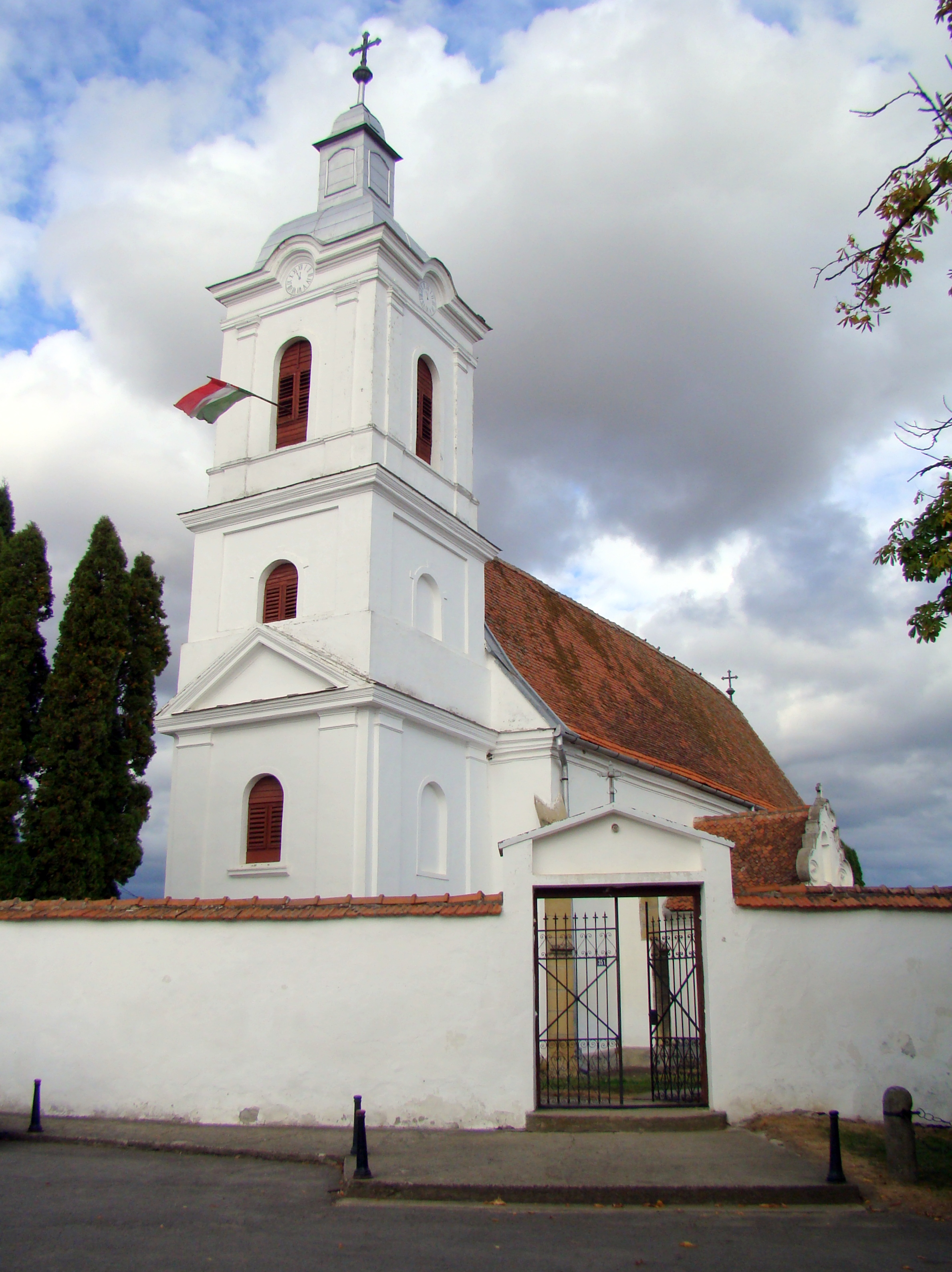
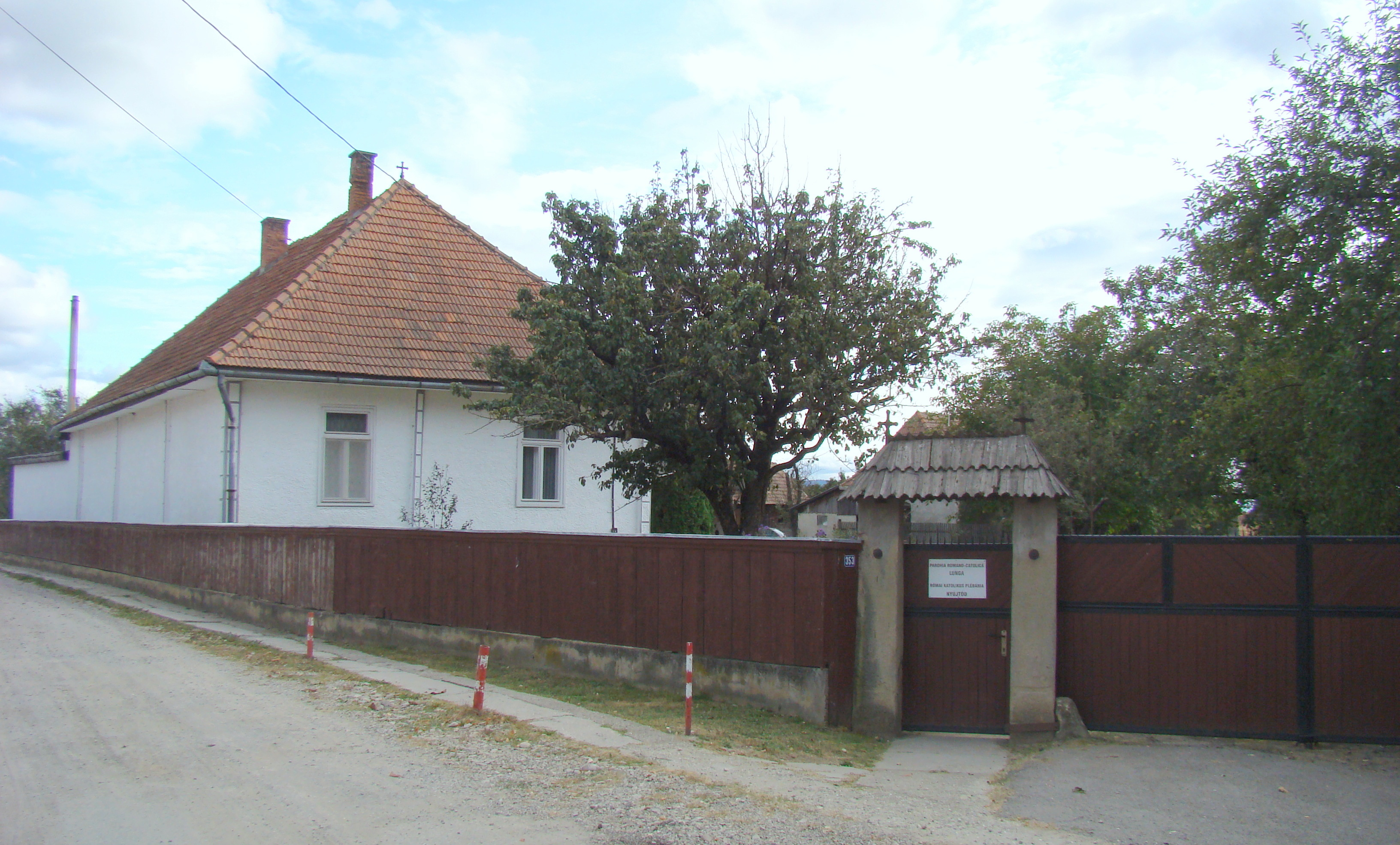
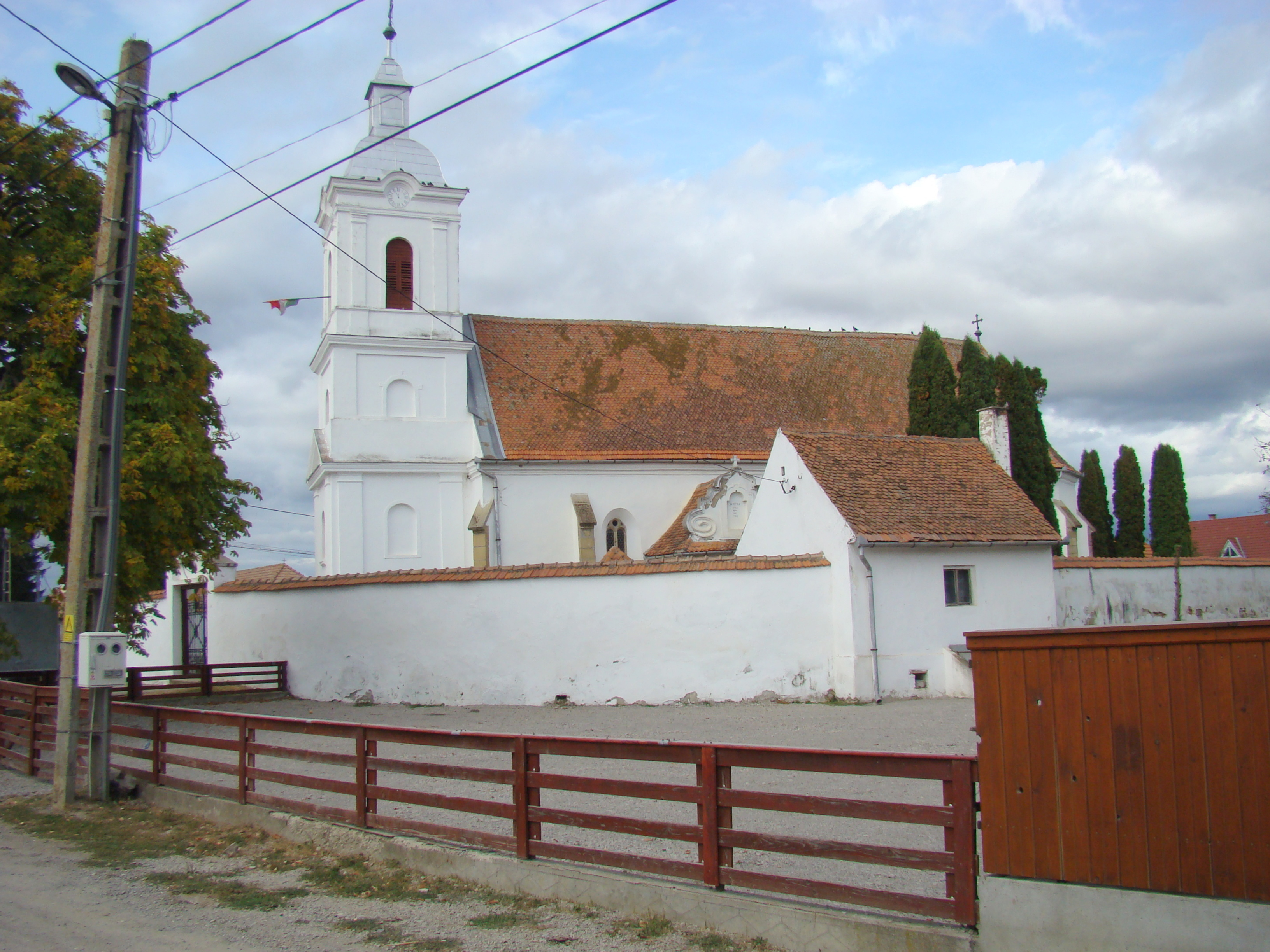
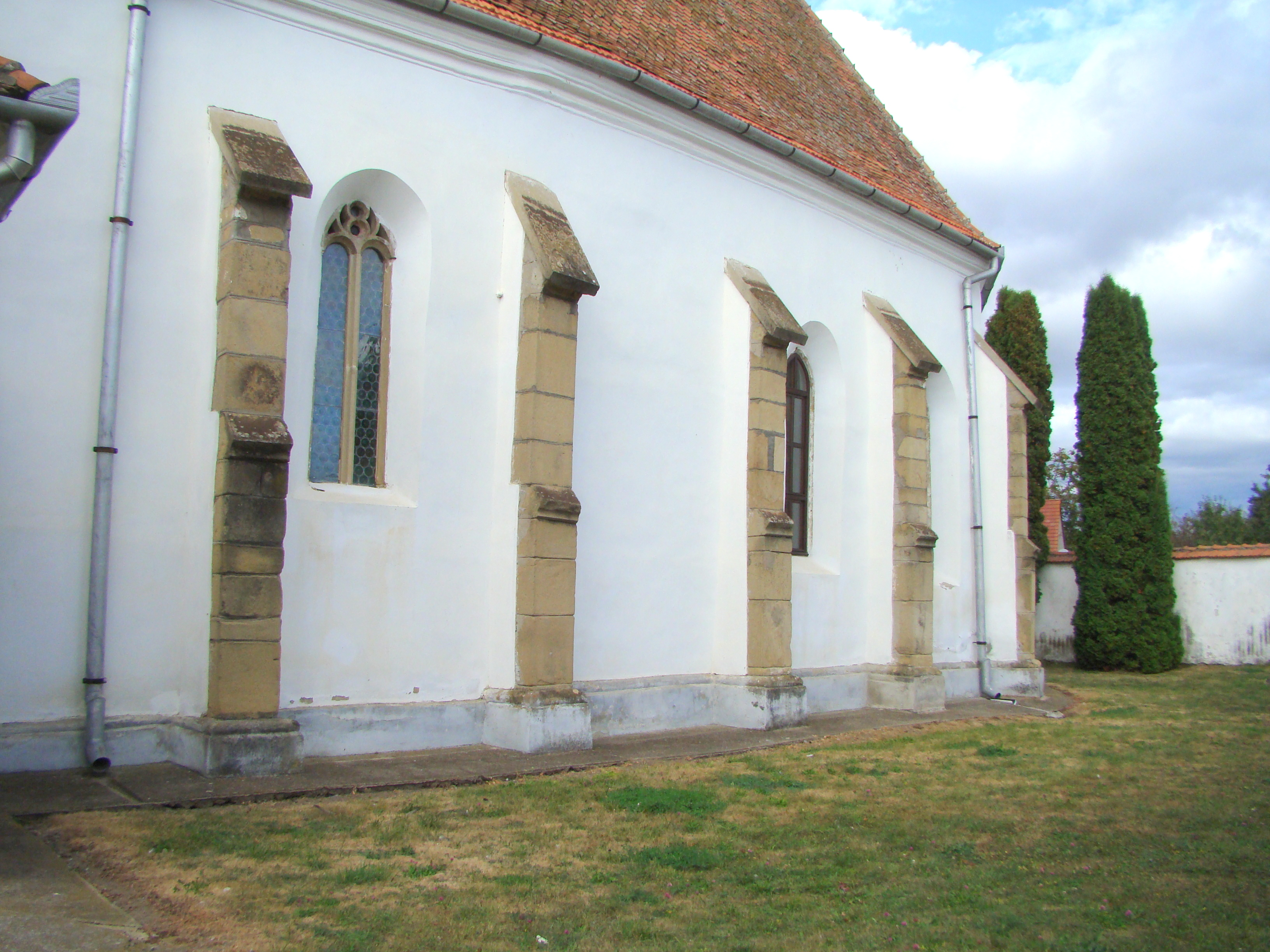
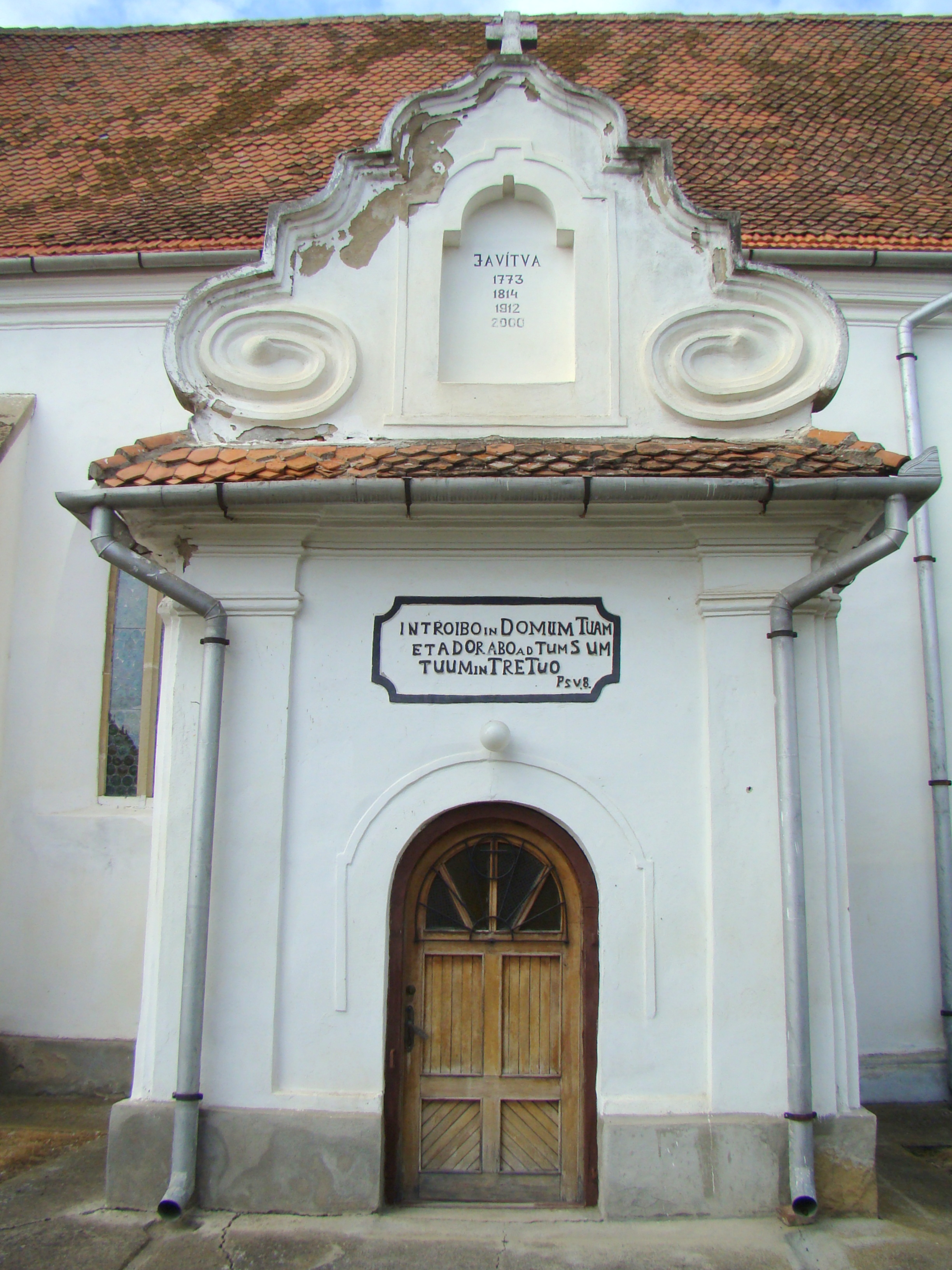
Anul 2000 e când s-a renovat ultima dată. Inscripția latinească e din Psalmul 5, ver. 8.
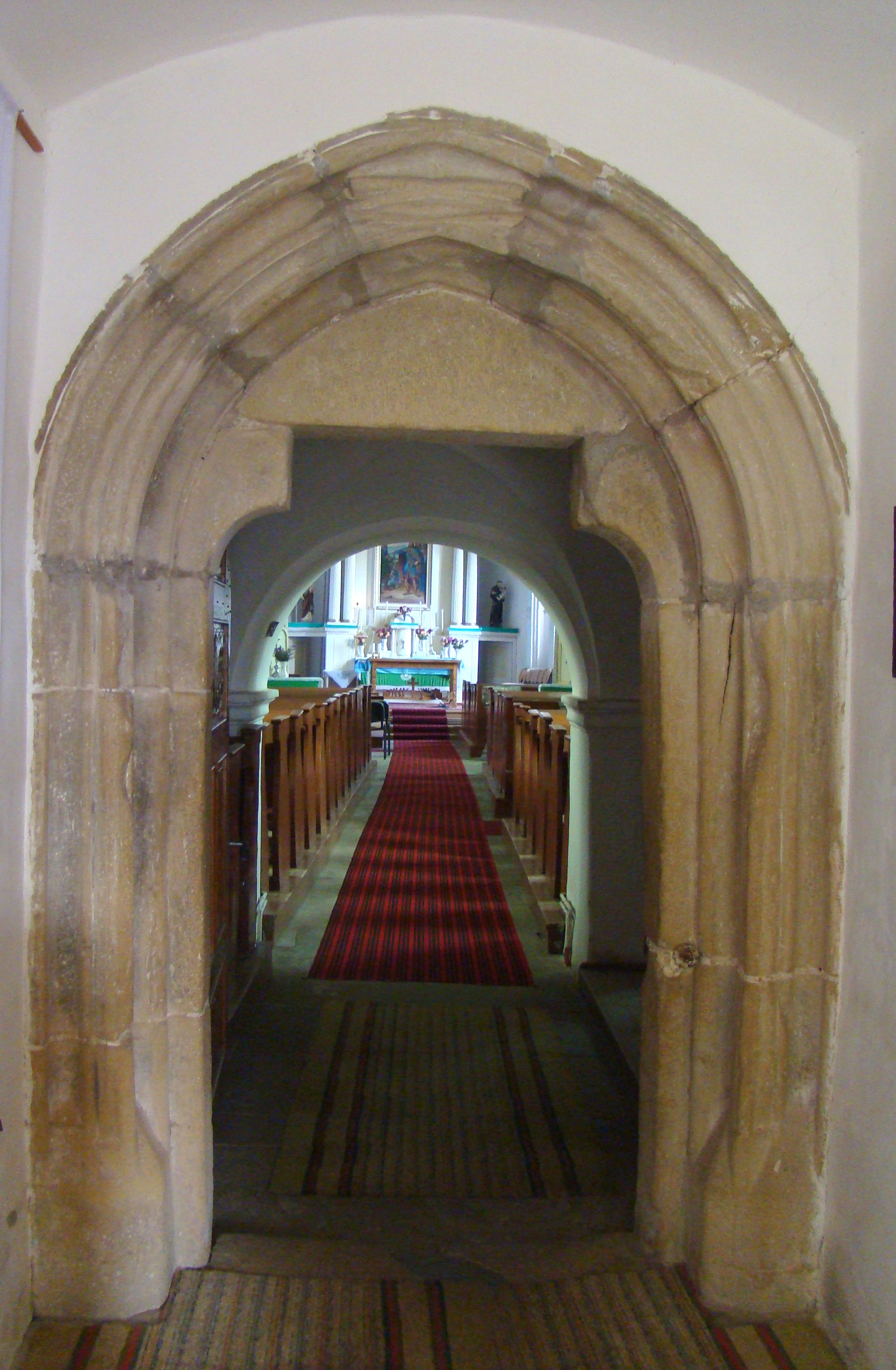
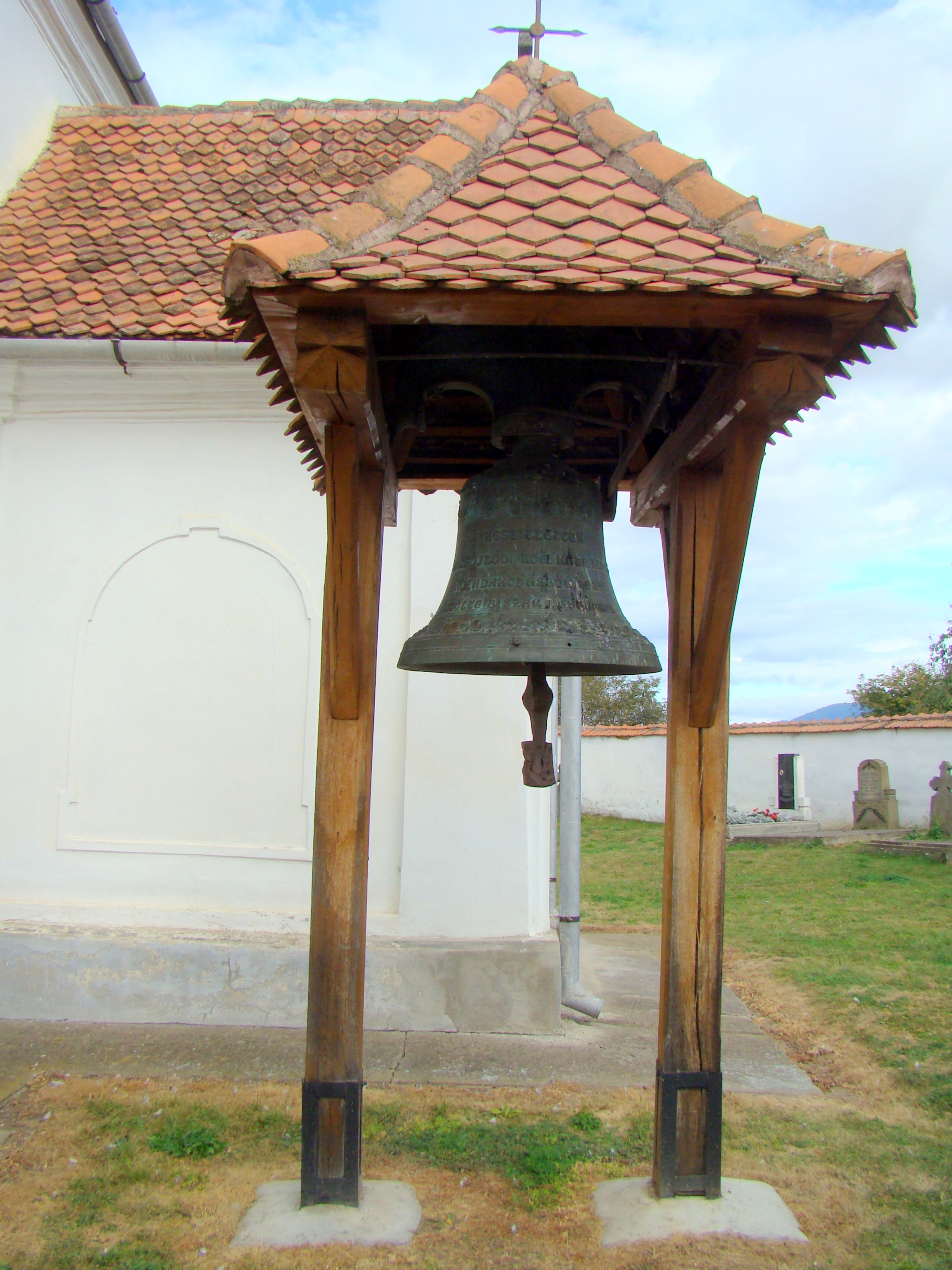
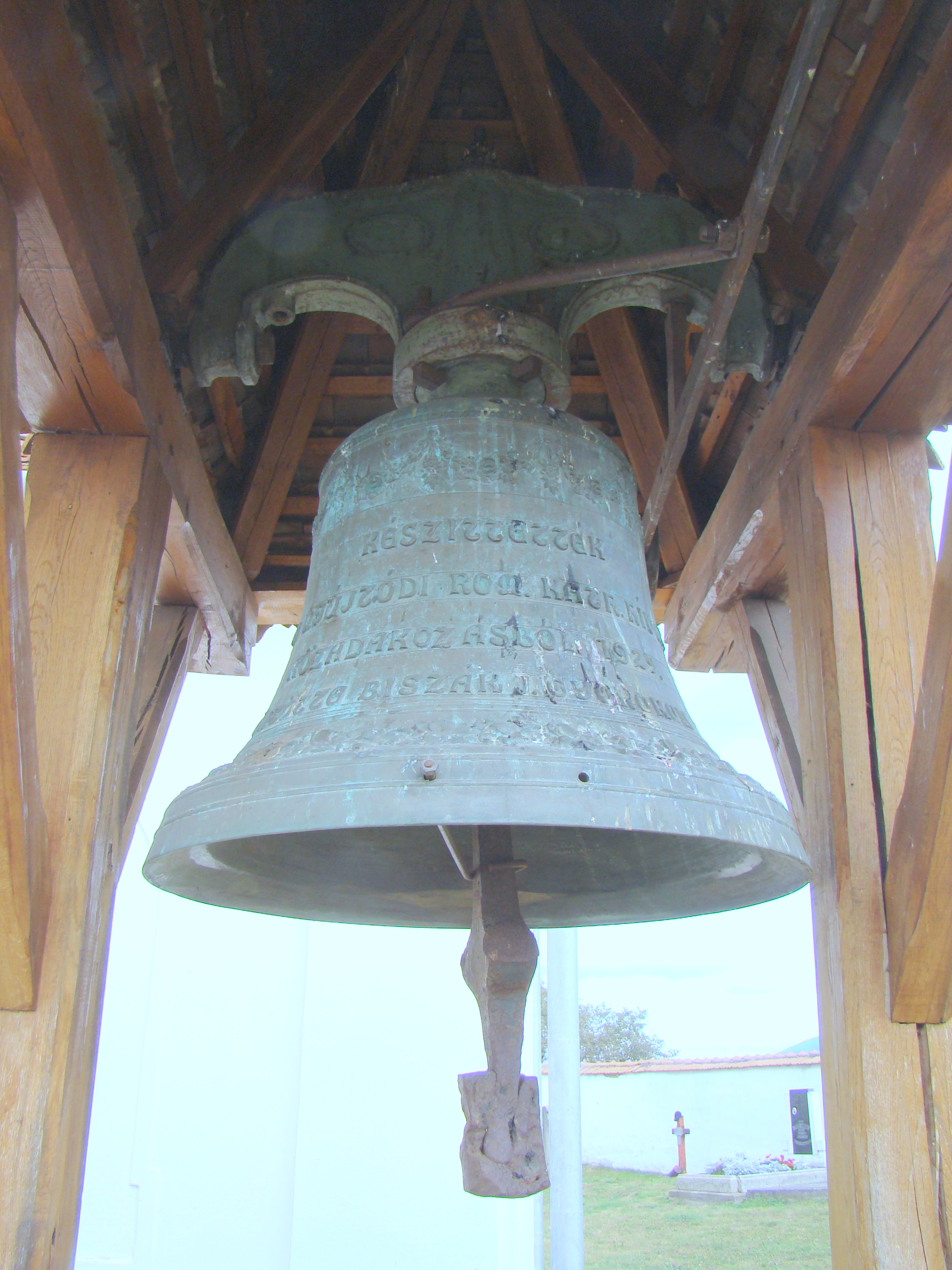
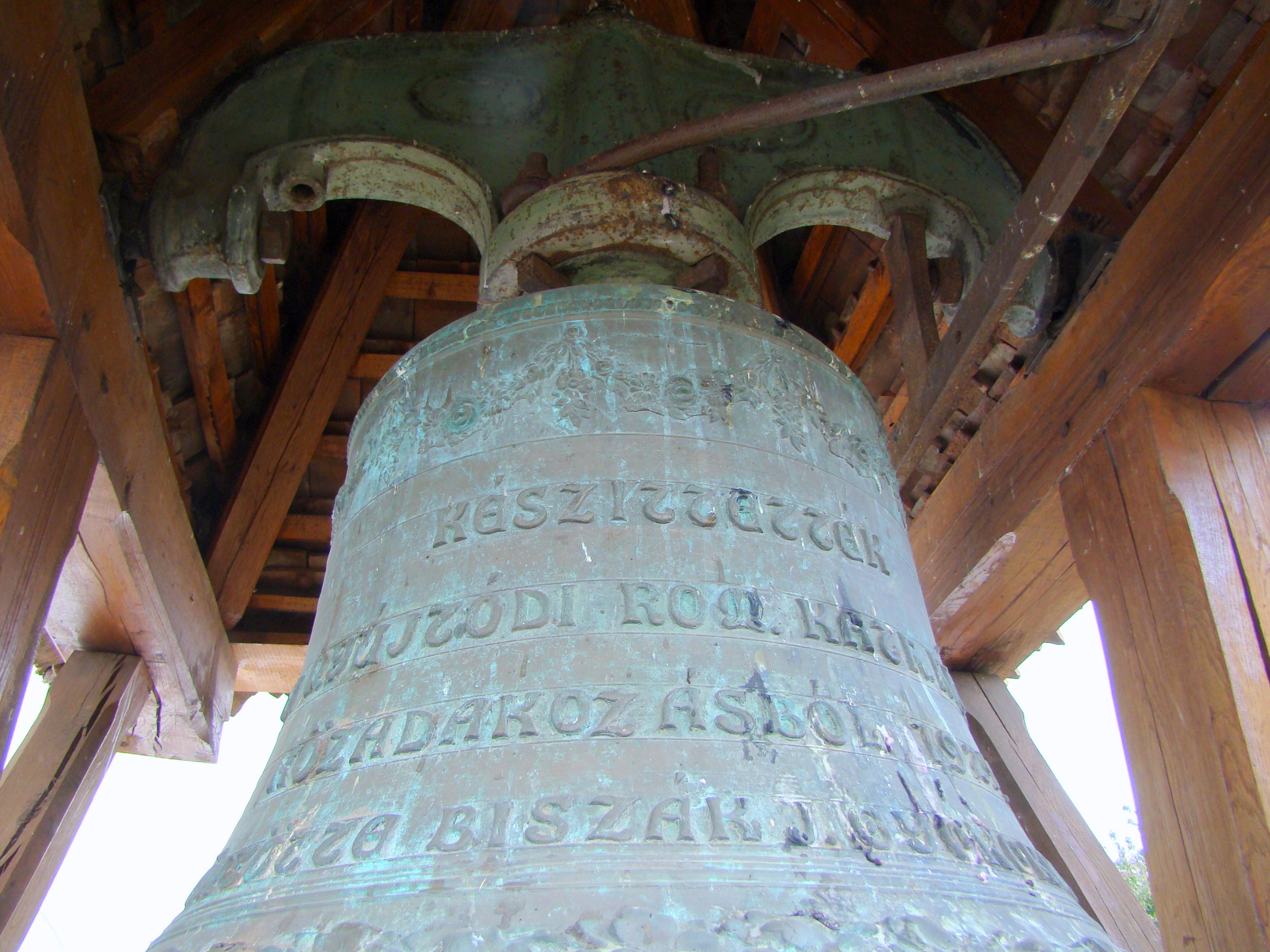
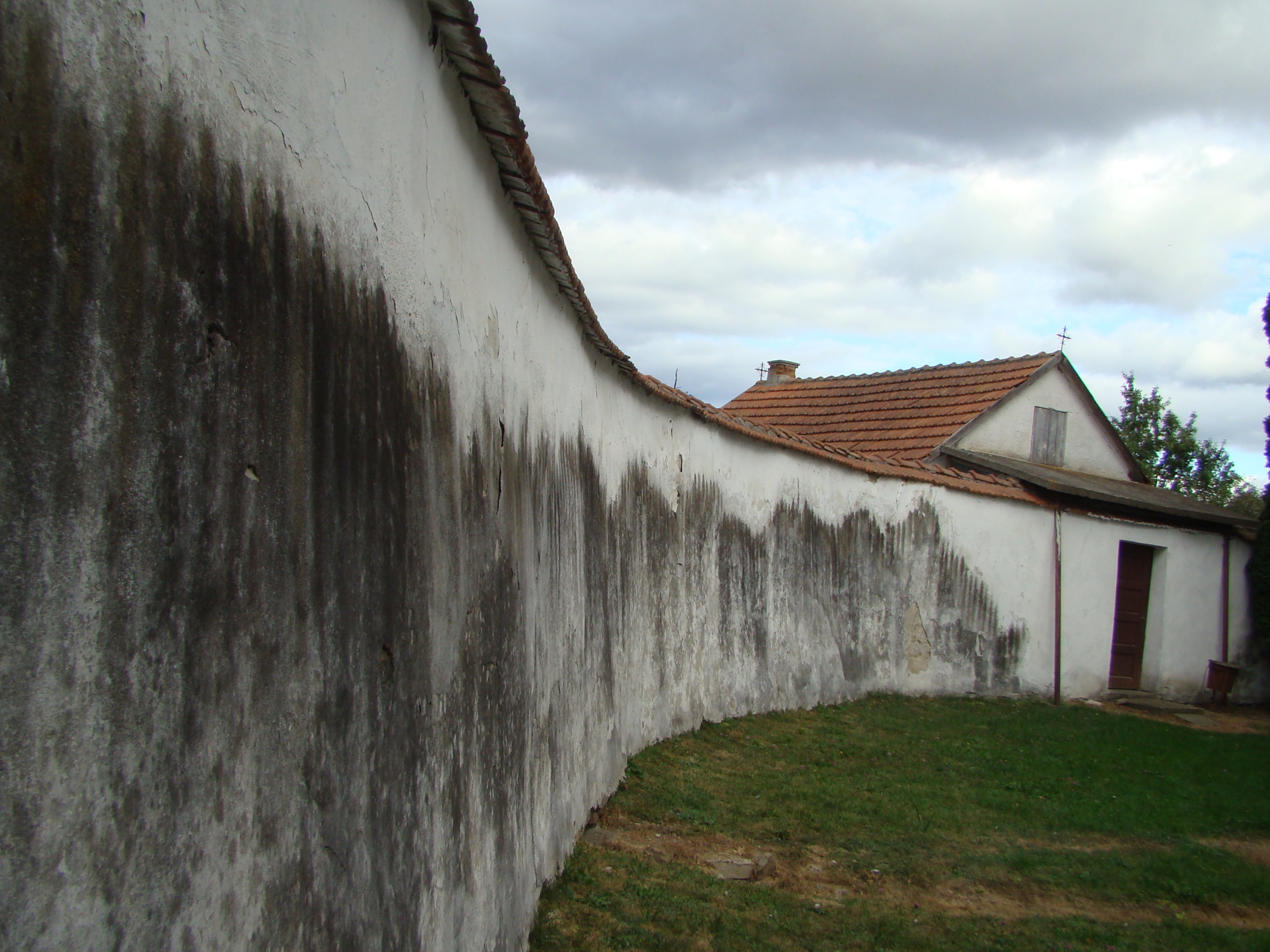
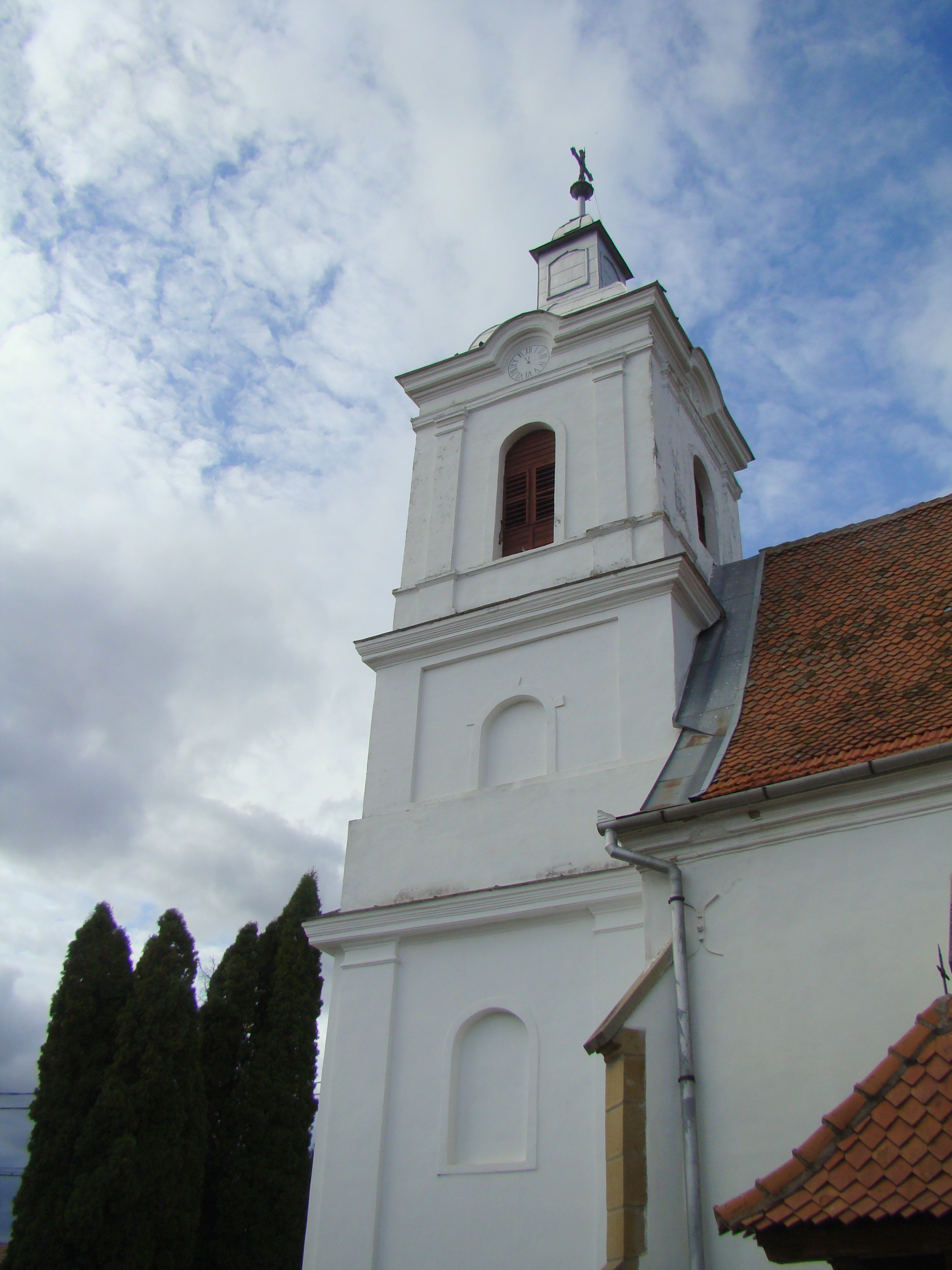
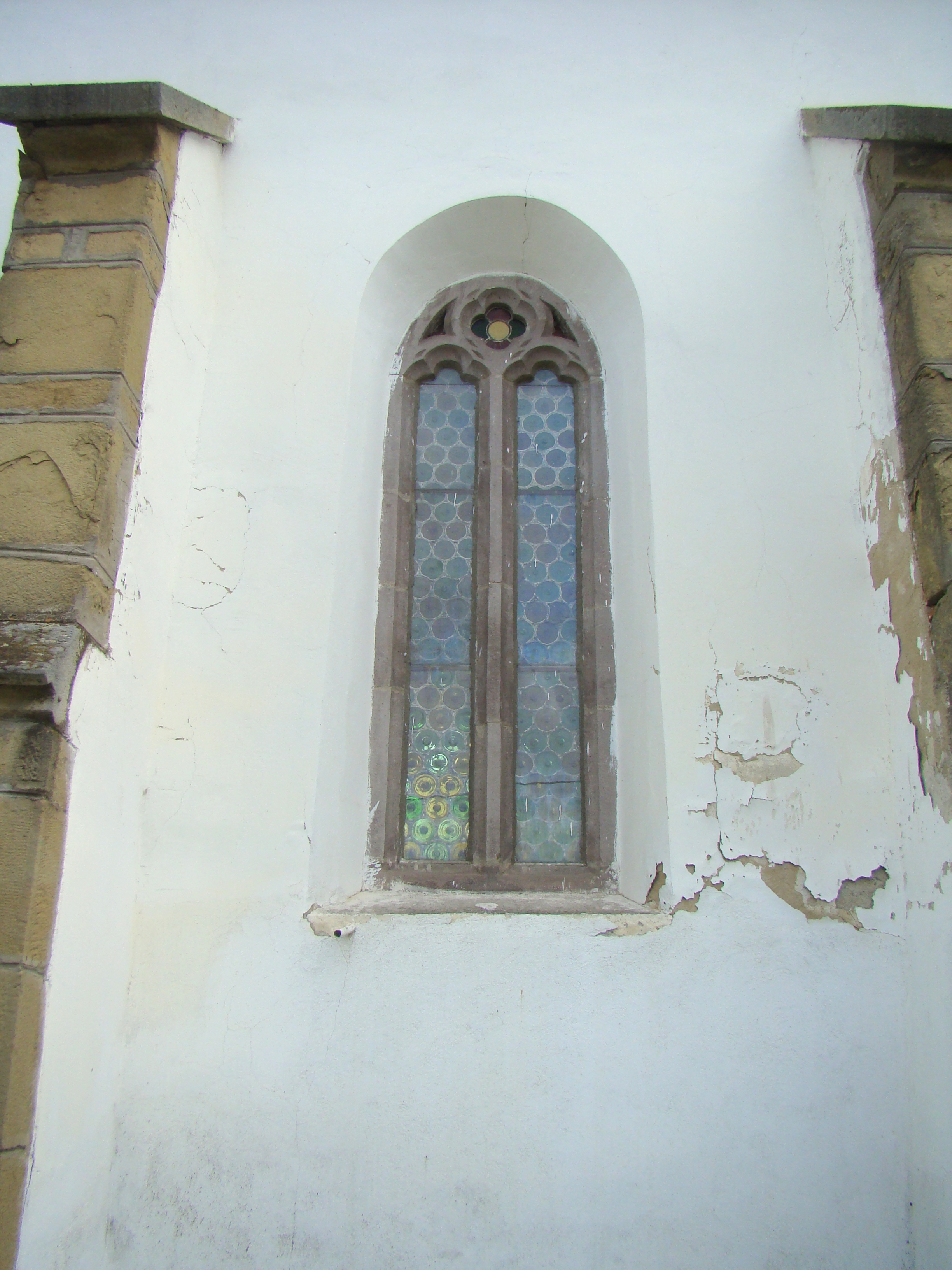
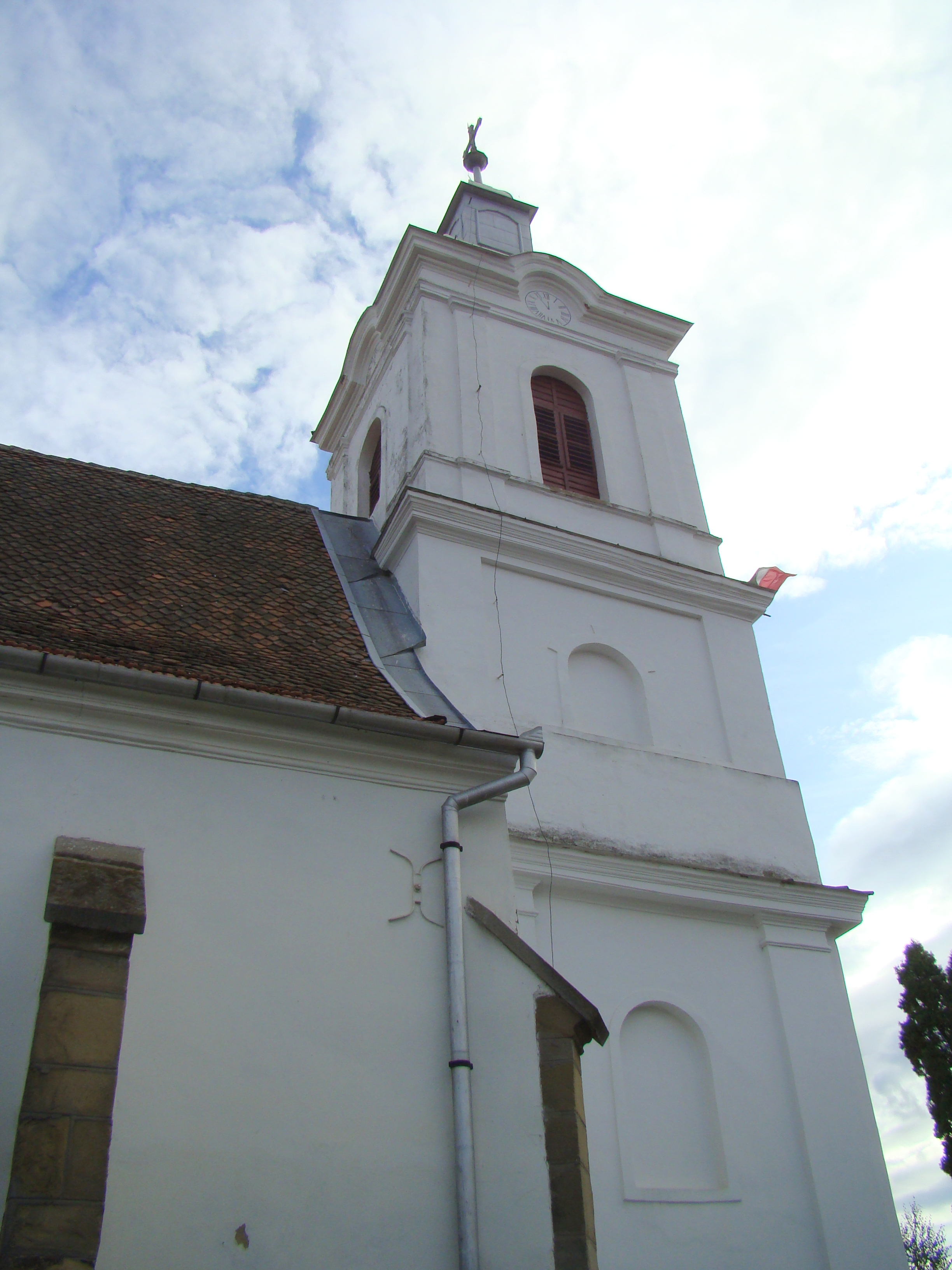
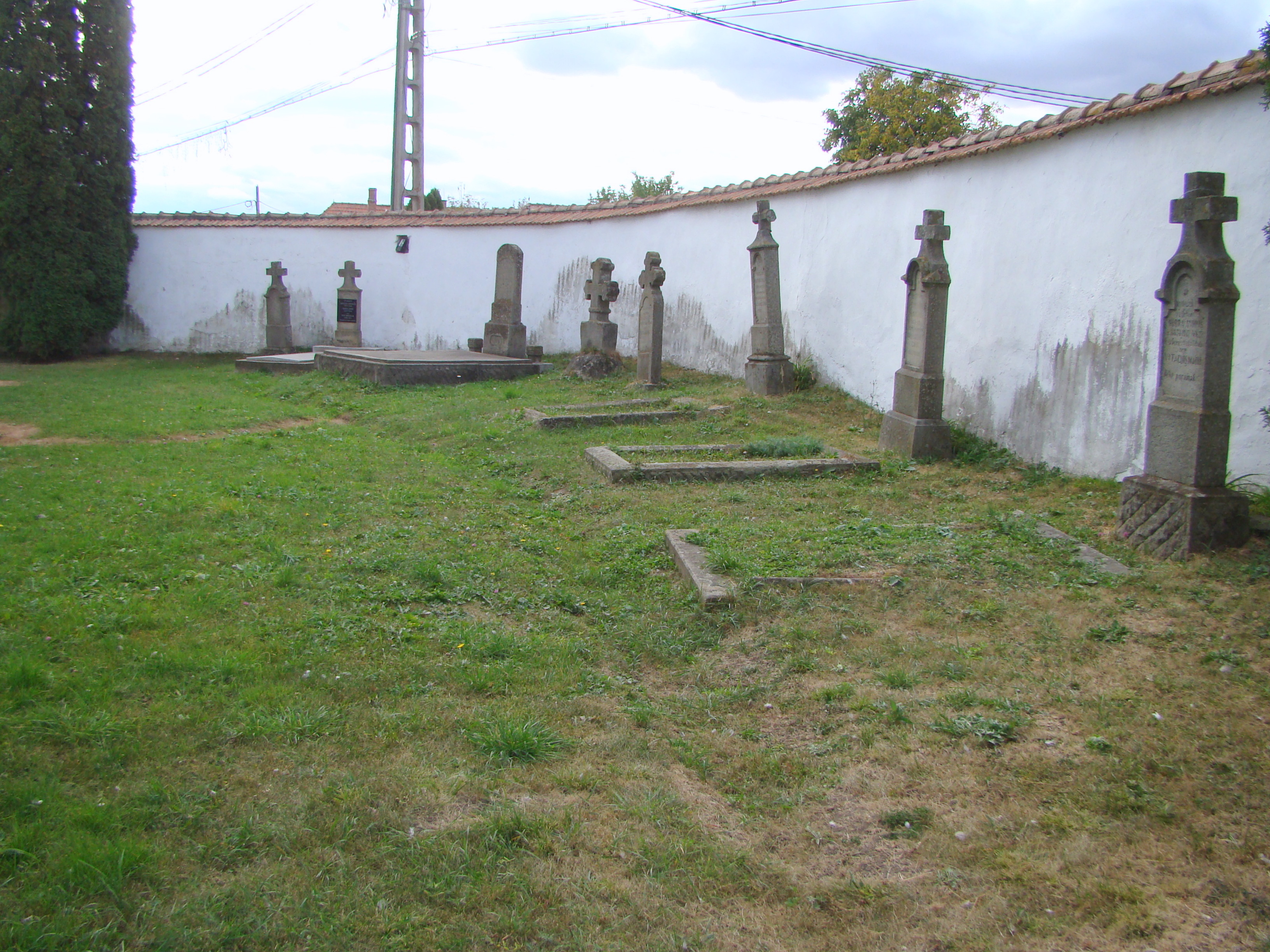
Morminte ale preoților sau ale nobililor (1)
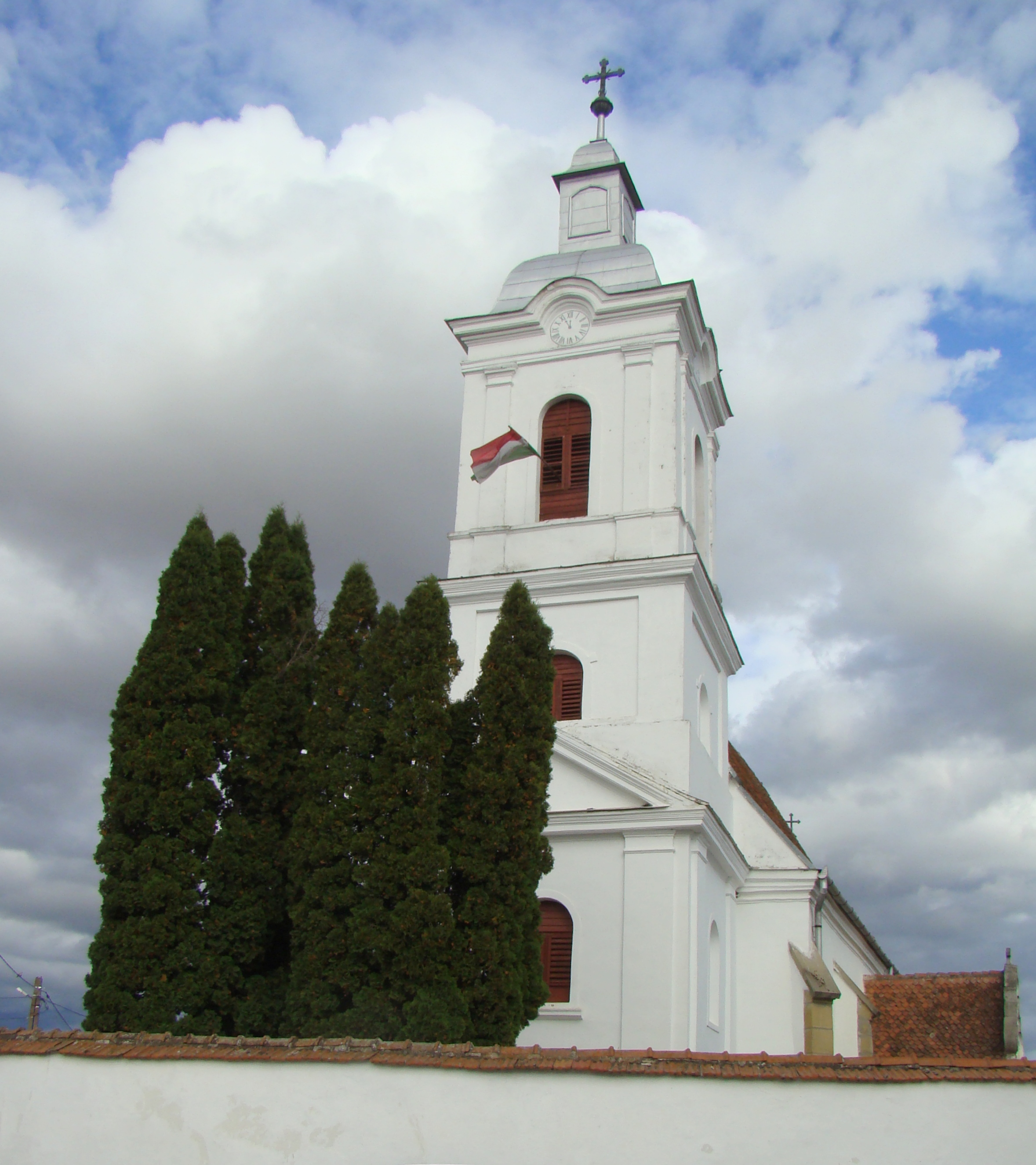
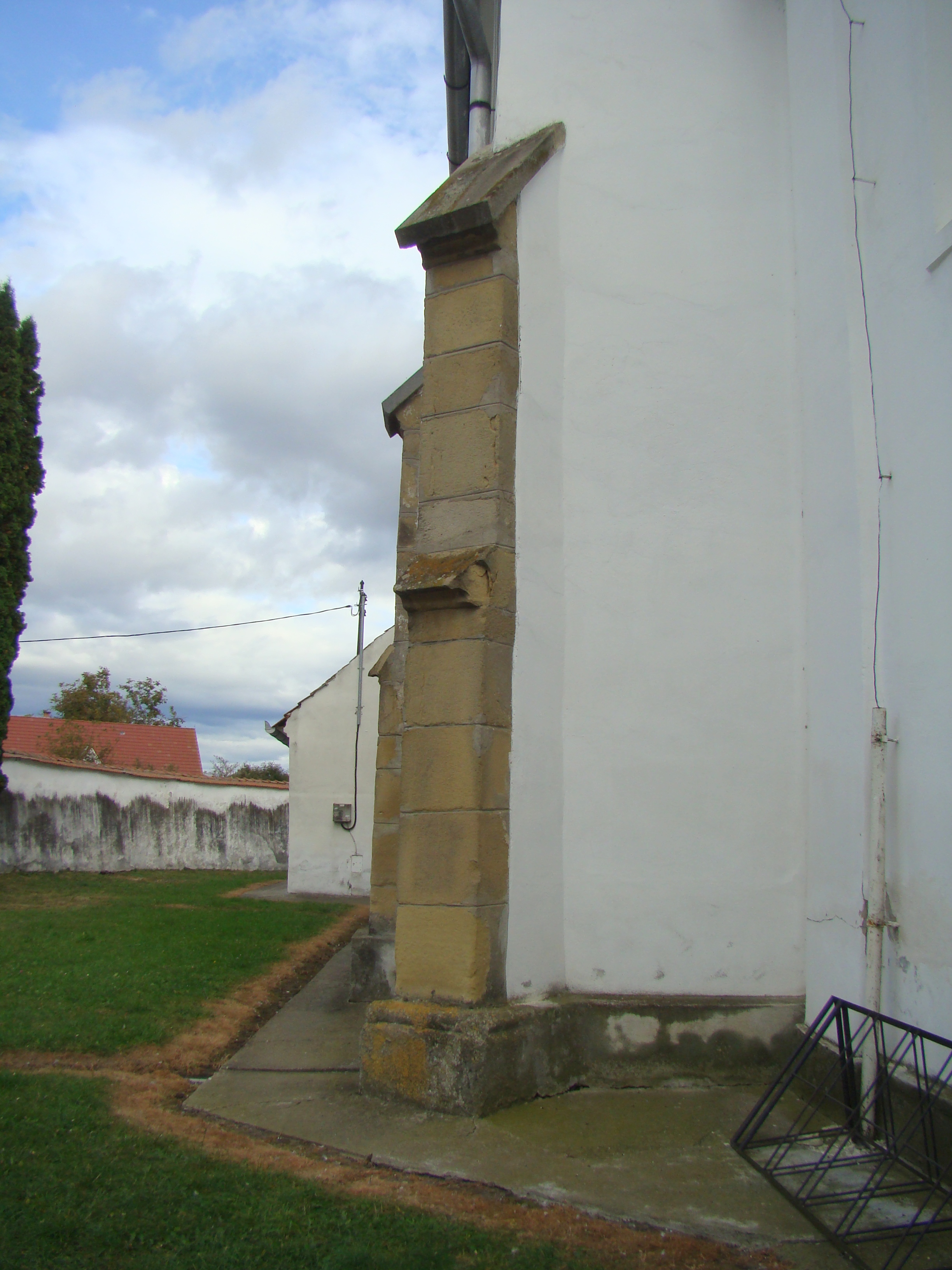
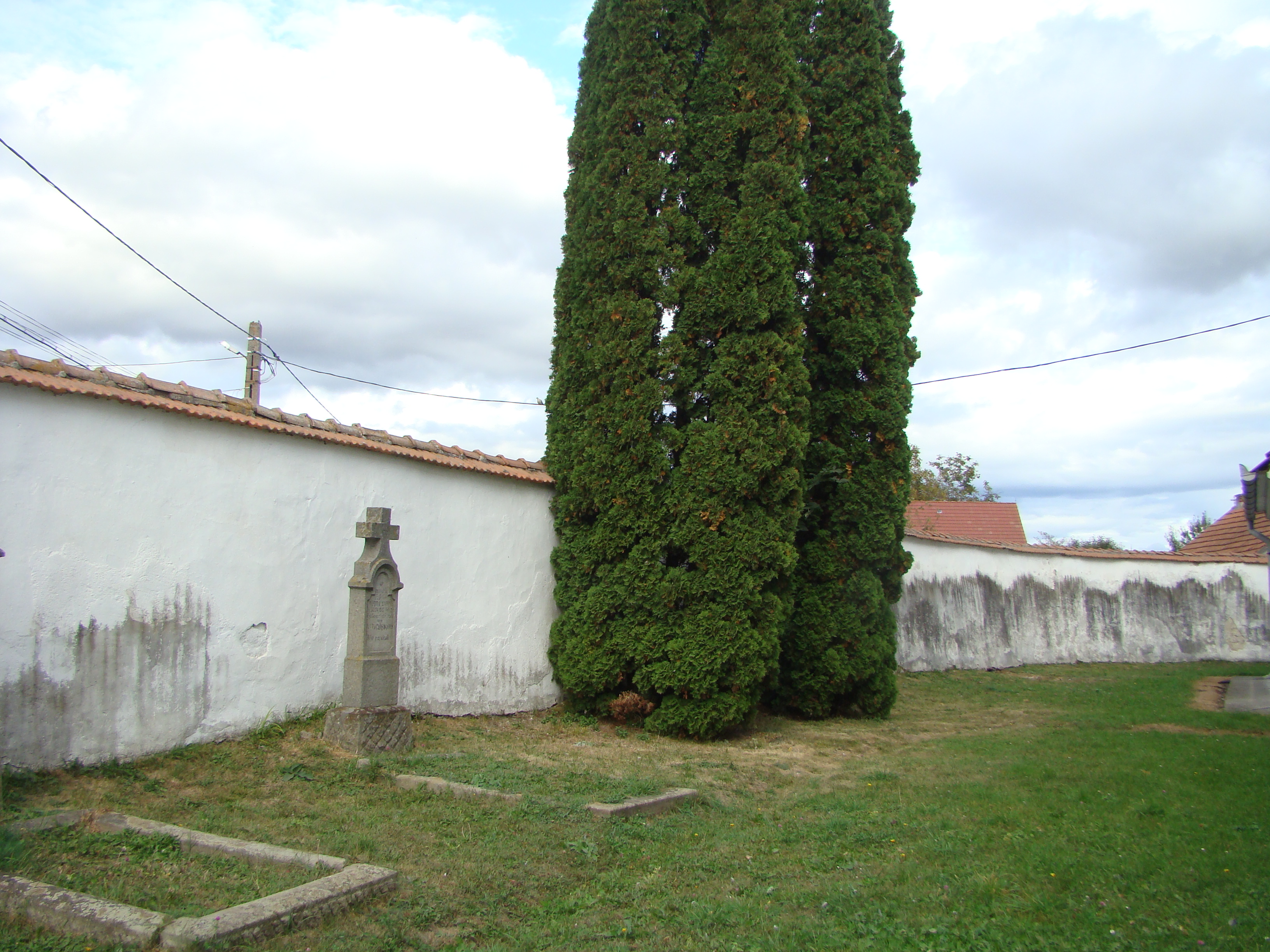
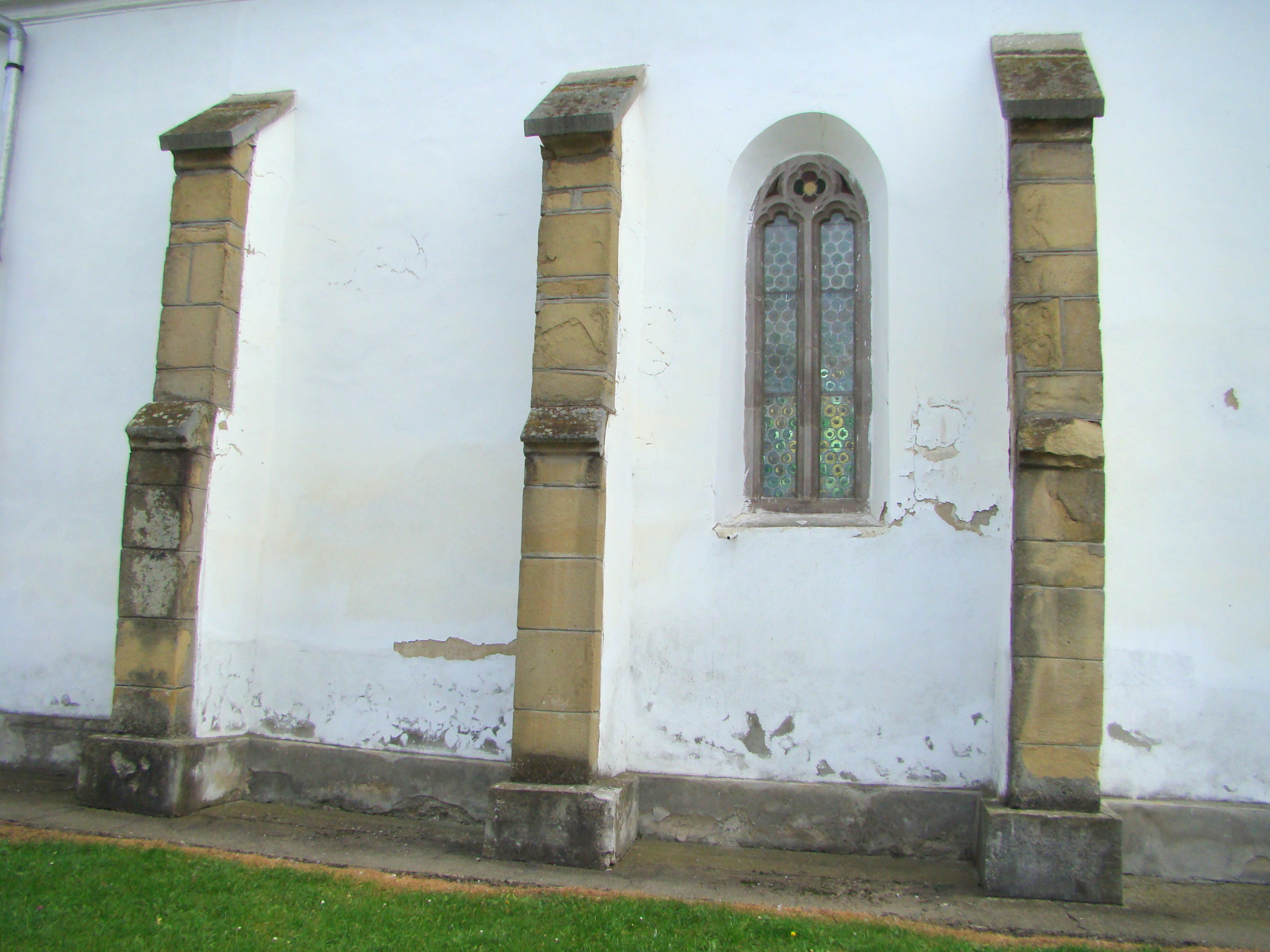
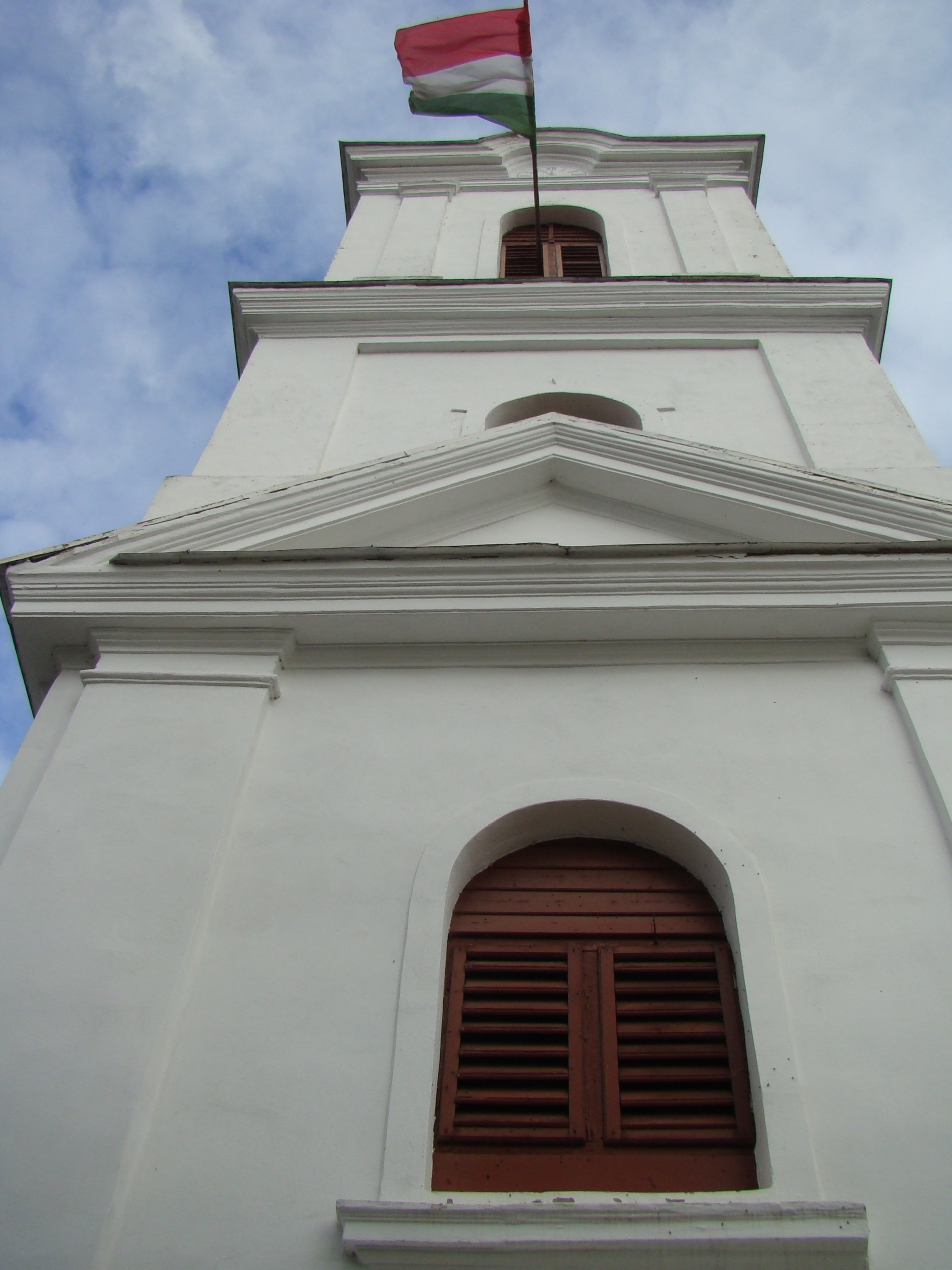
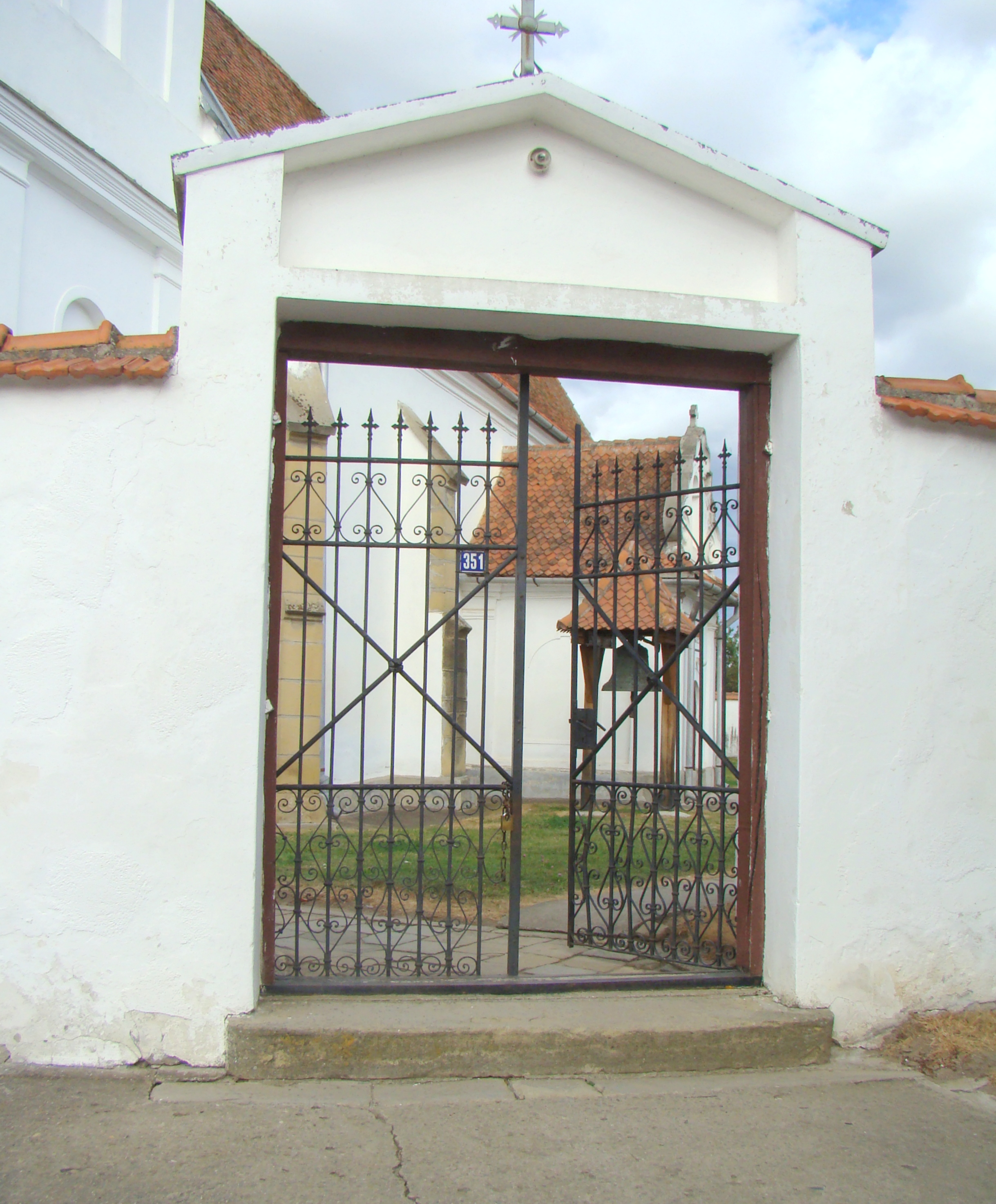
Poarta către curtea bisericii
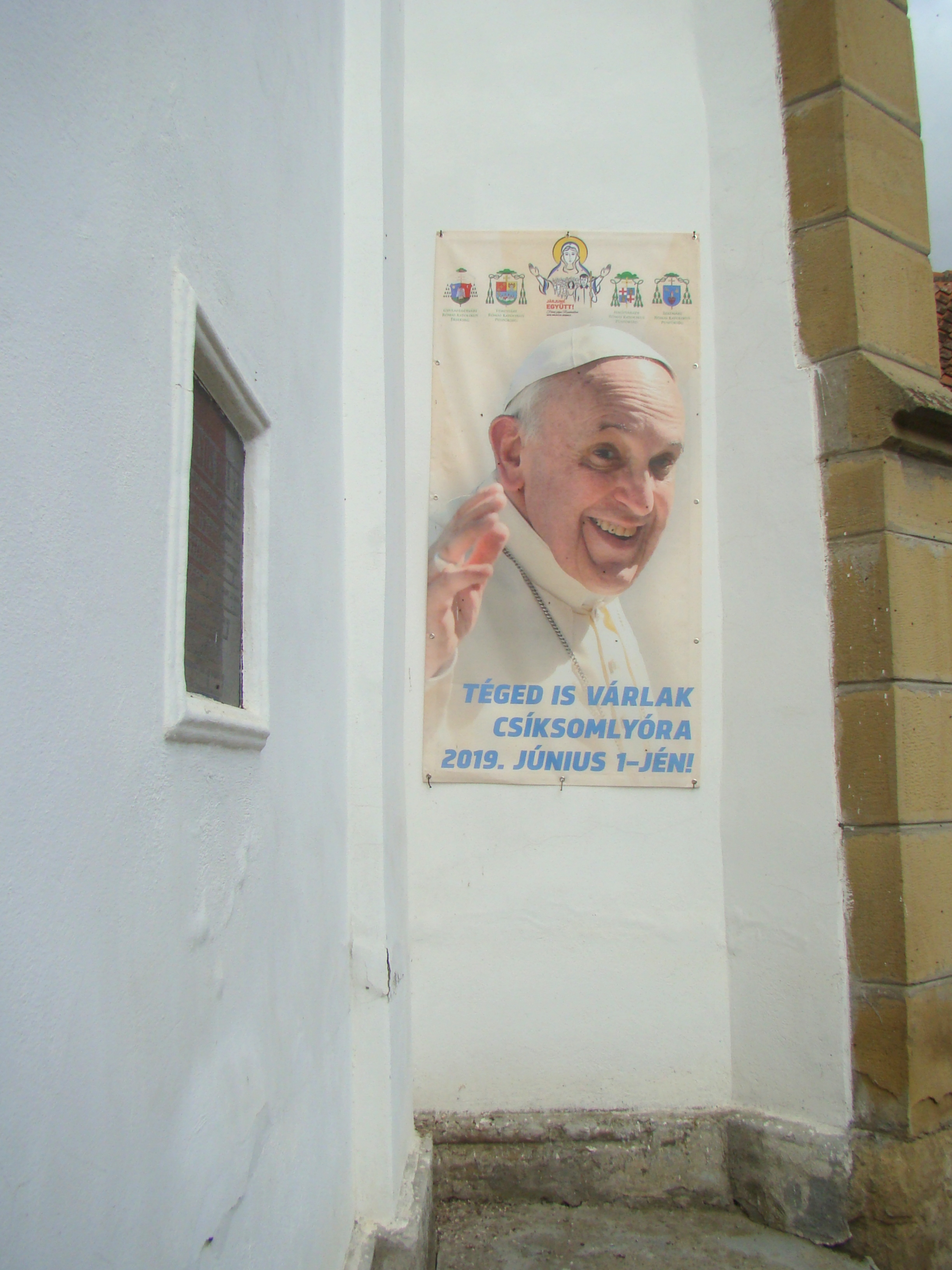
Anunțarea vizitei papei Francisc în România, la Șumuleu Ciuc
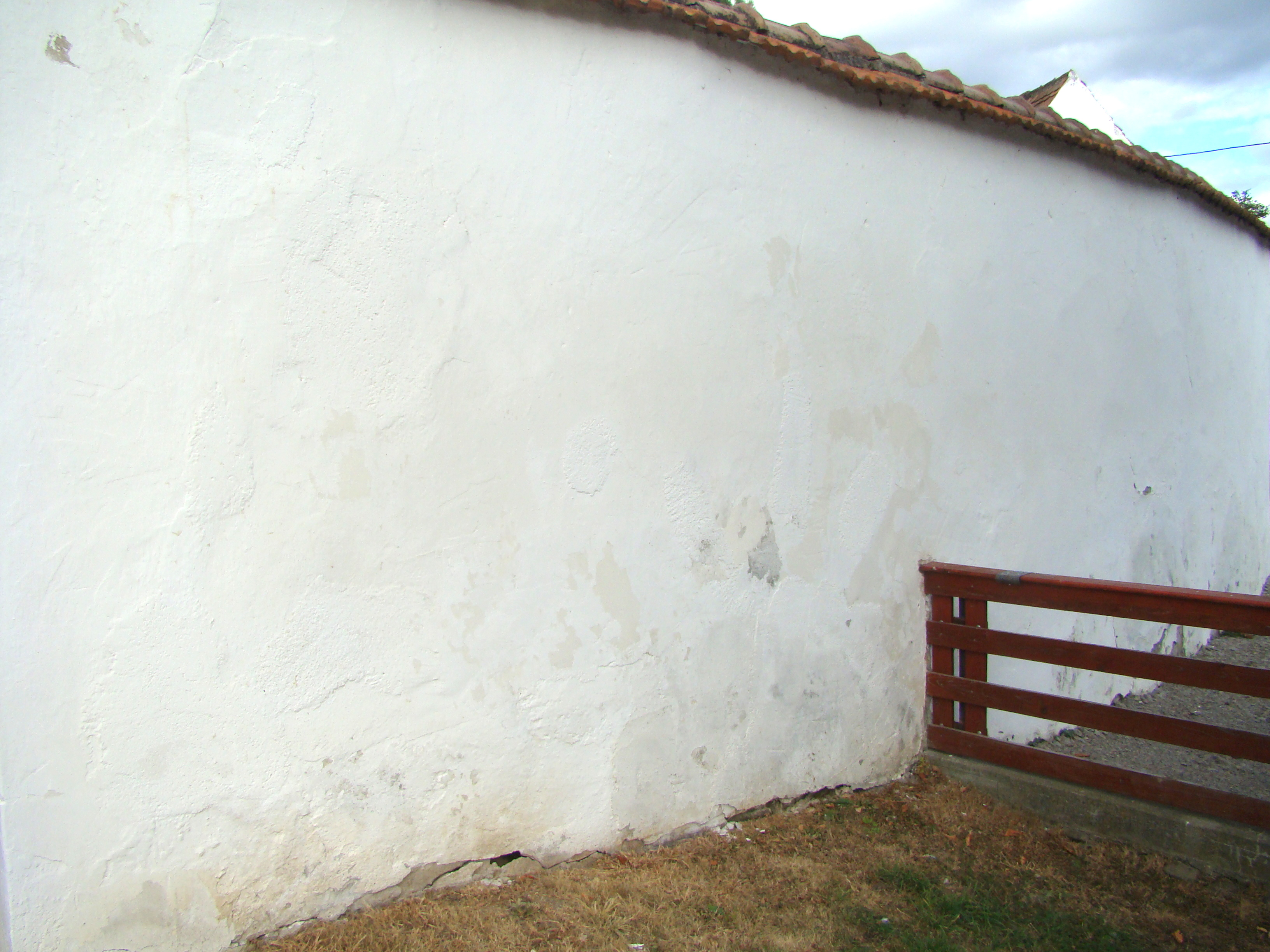
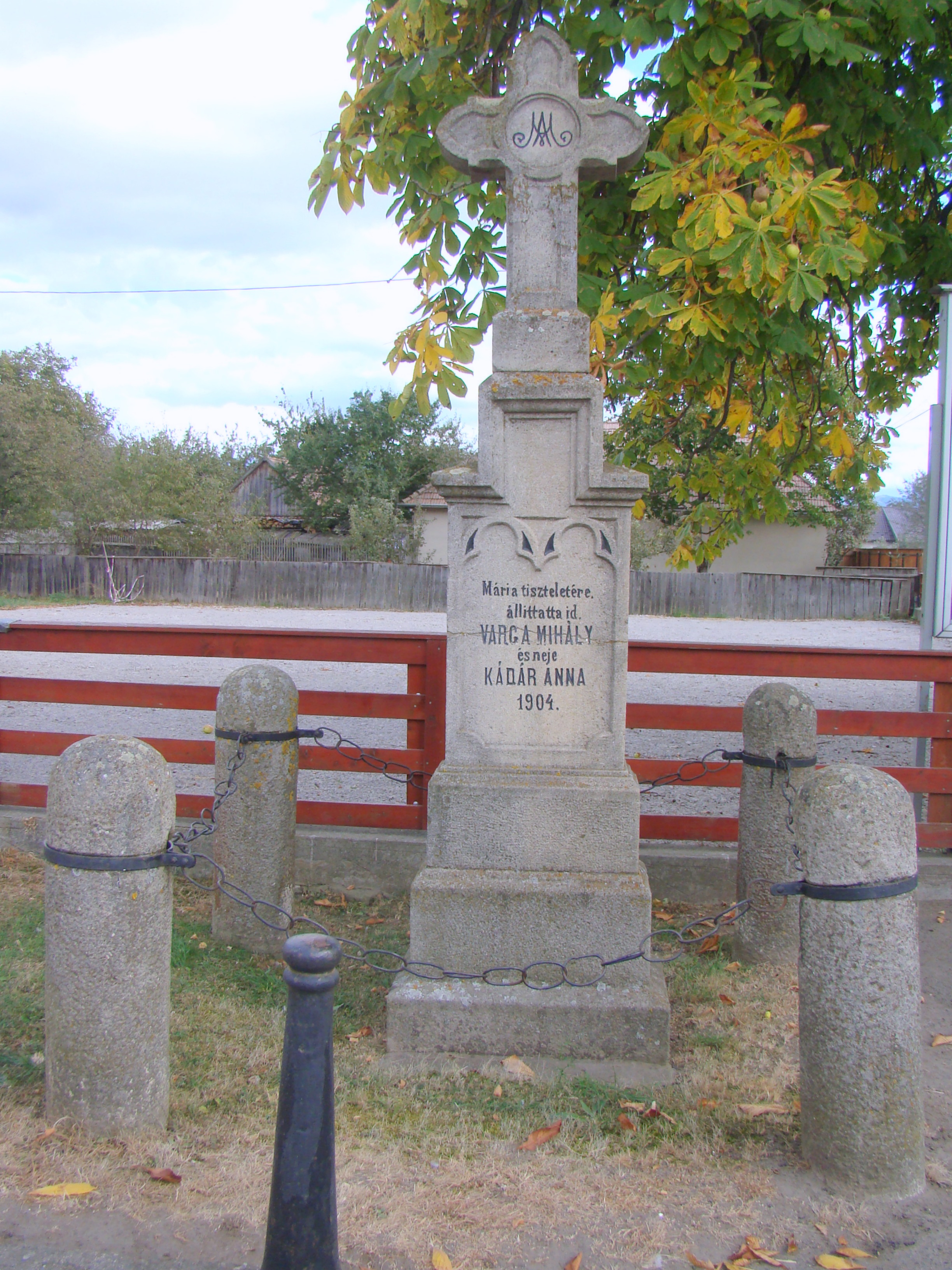
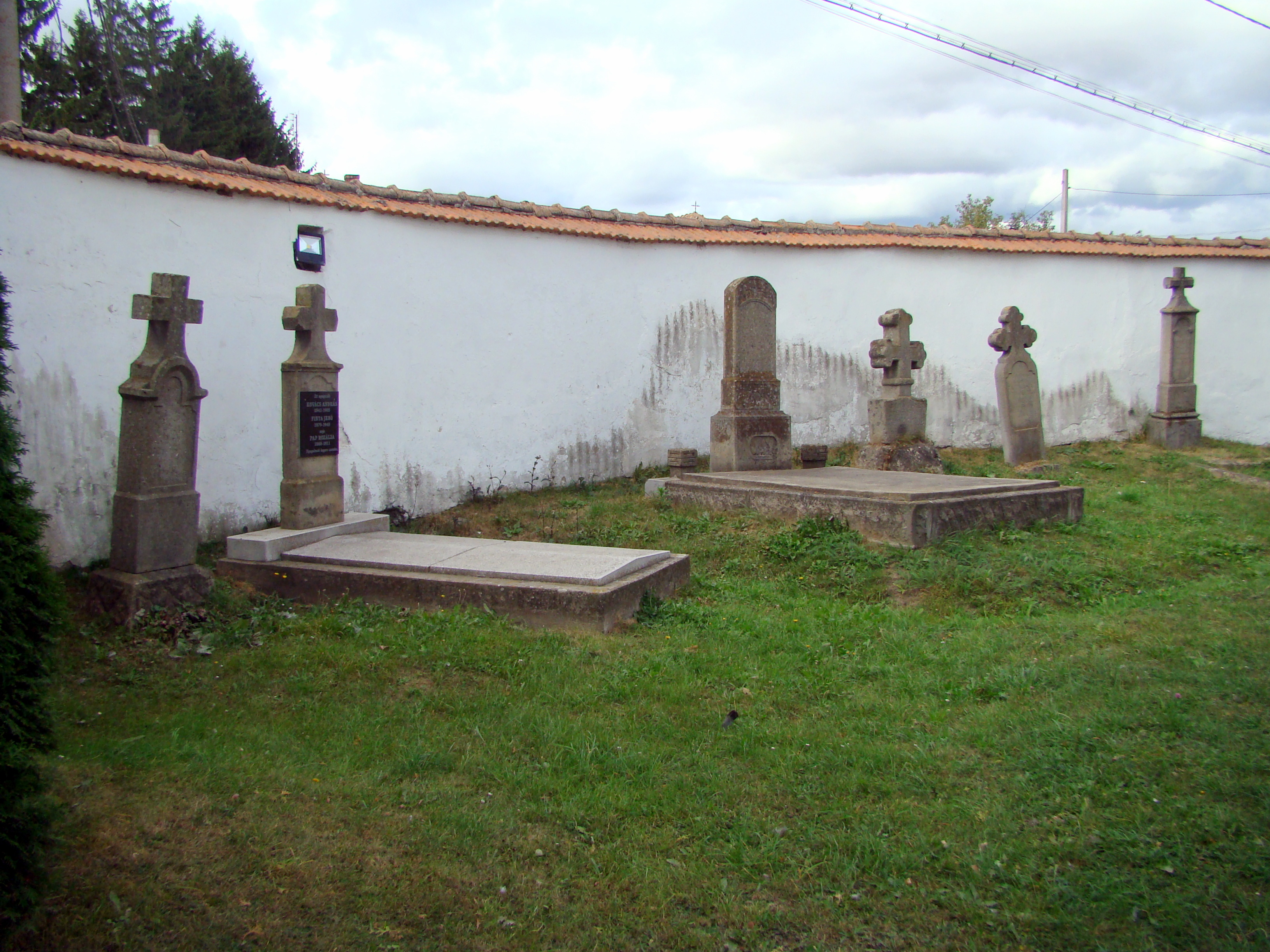
Morminte ale preoților sau ale nobililor (2)
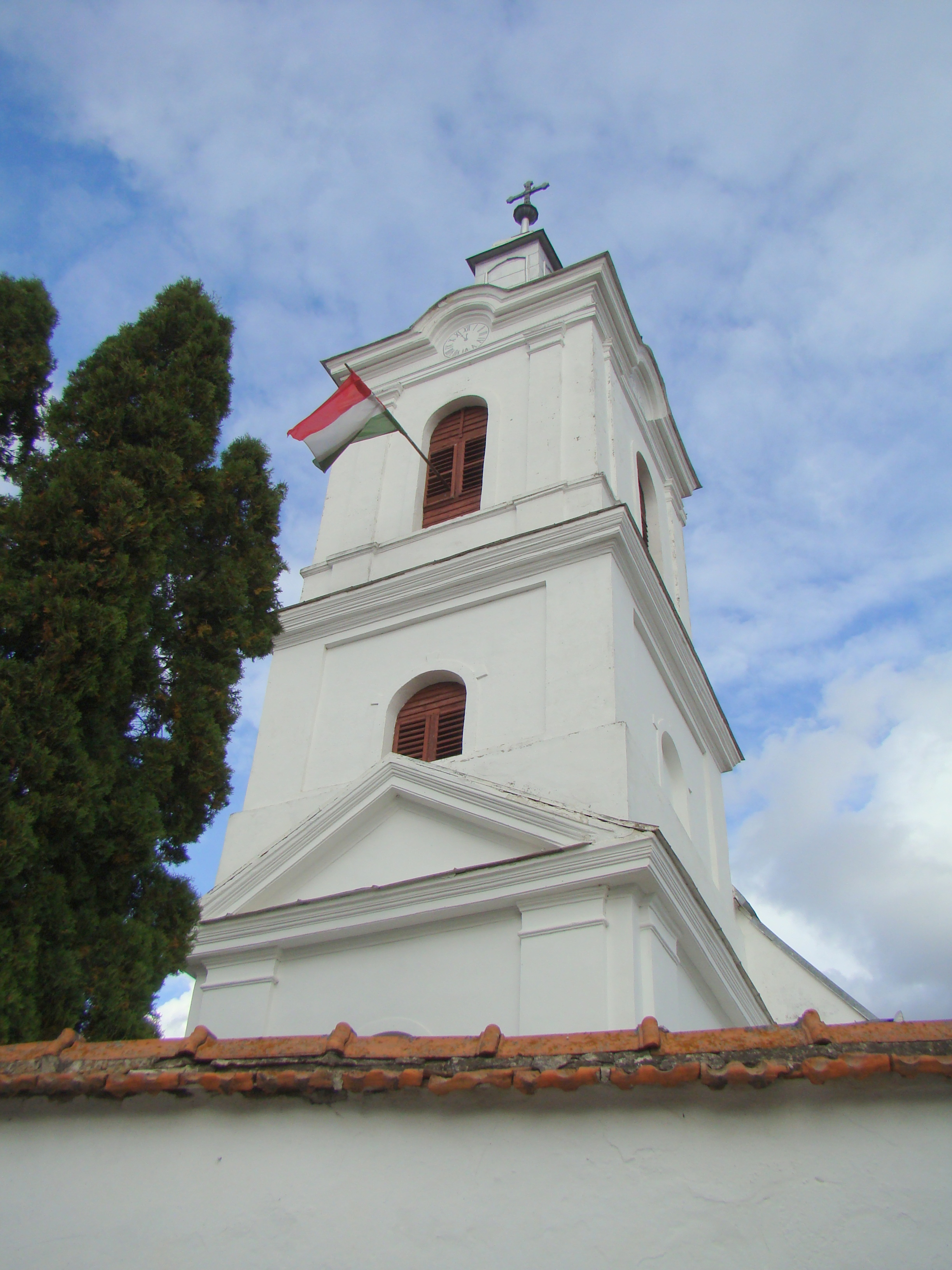
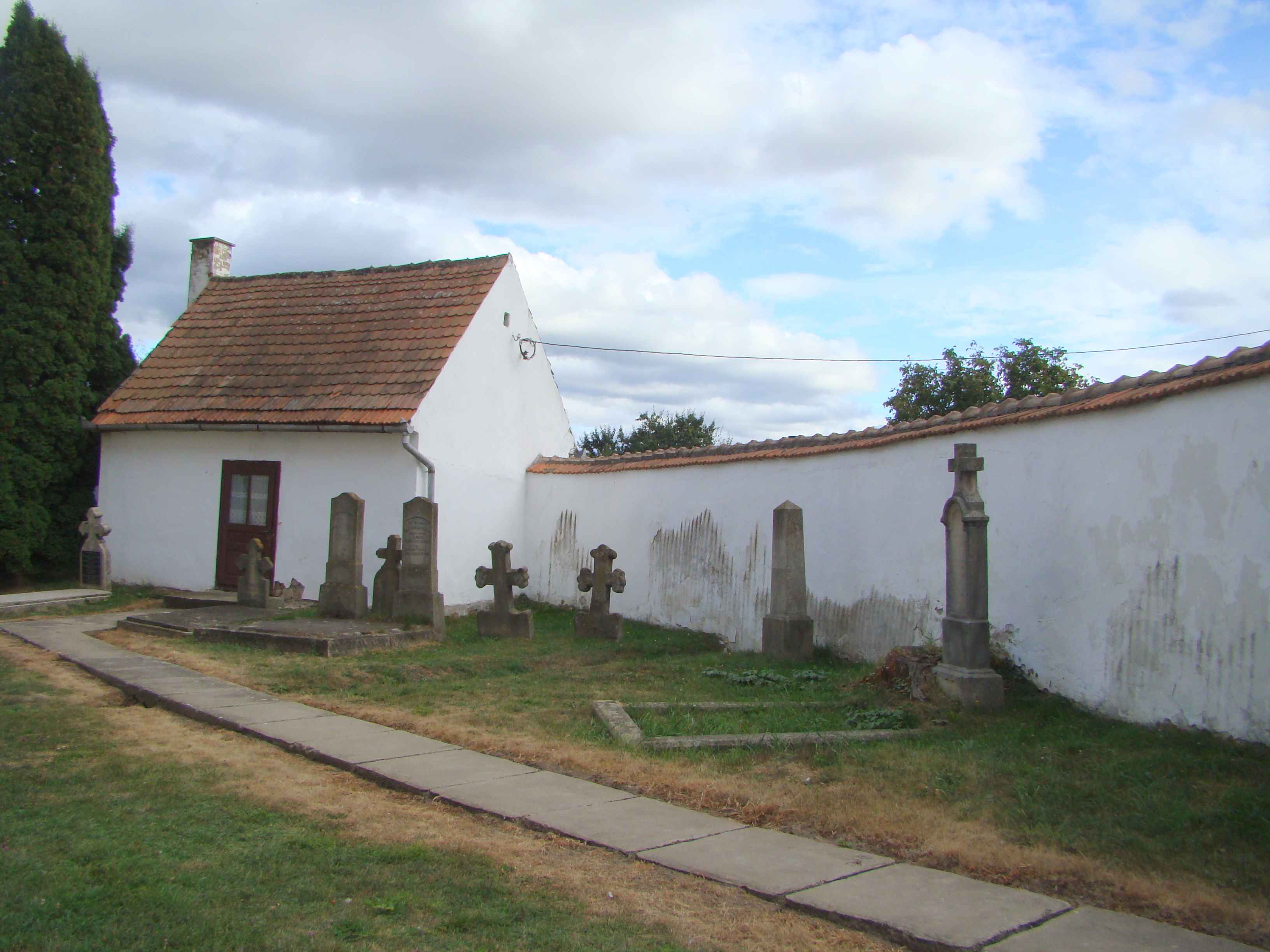
Morminte ale preoților sau ale nobililor (3)

## Imagini din interior

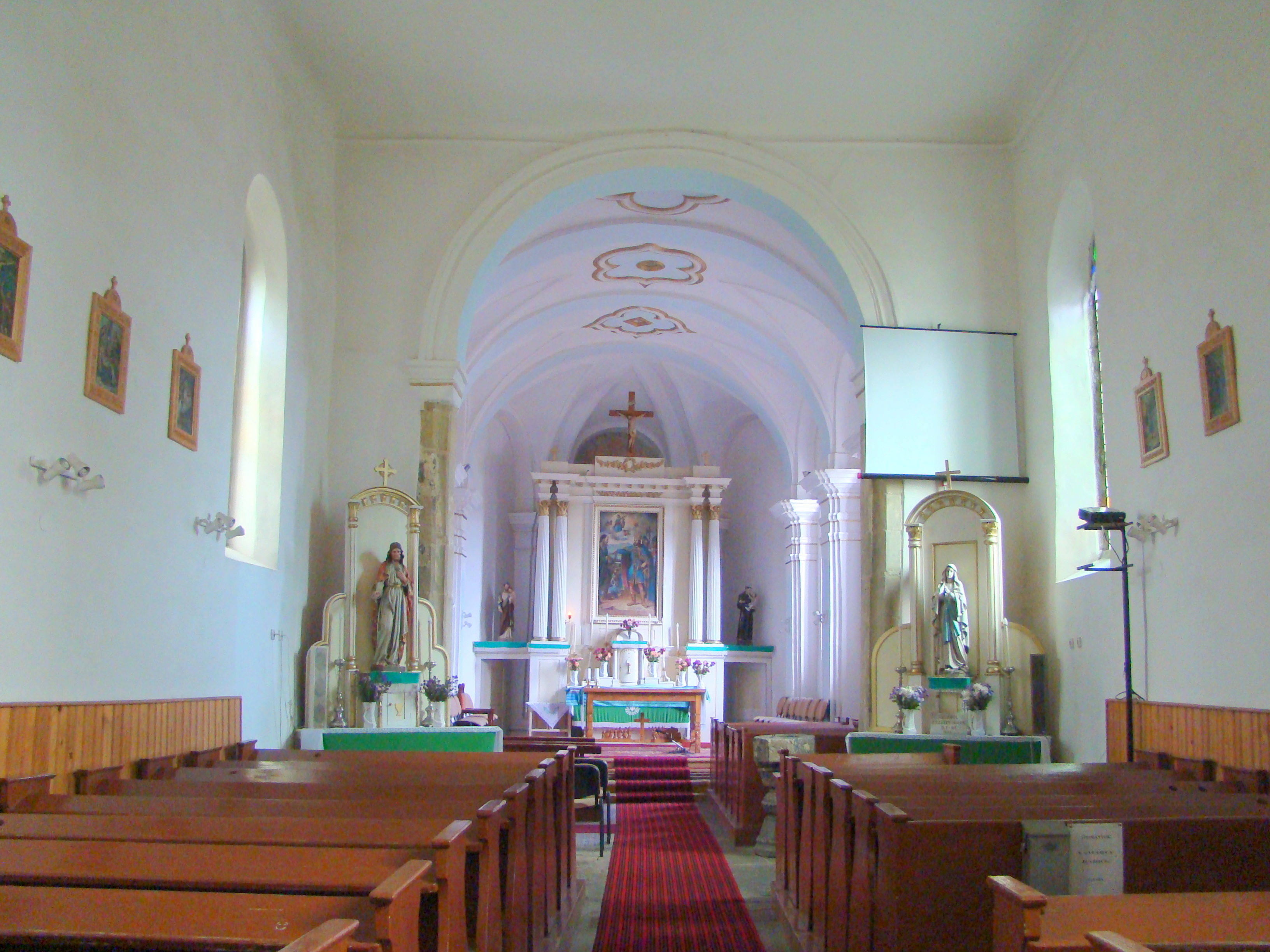
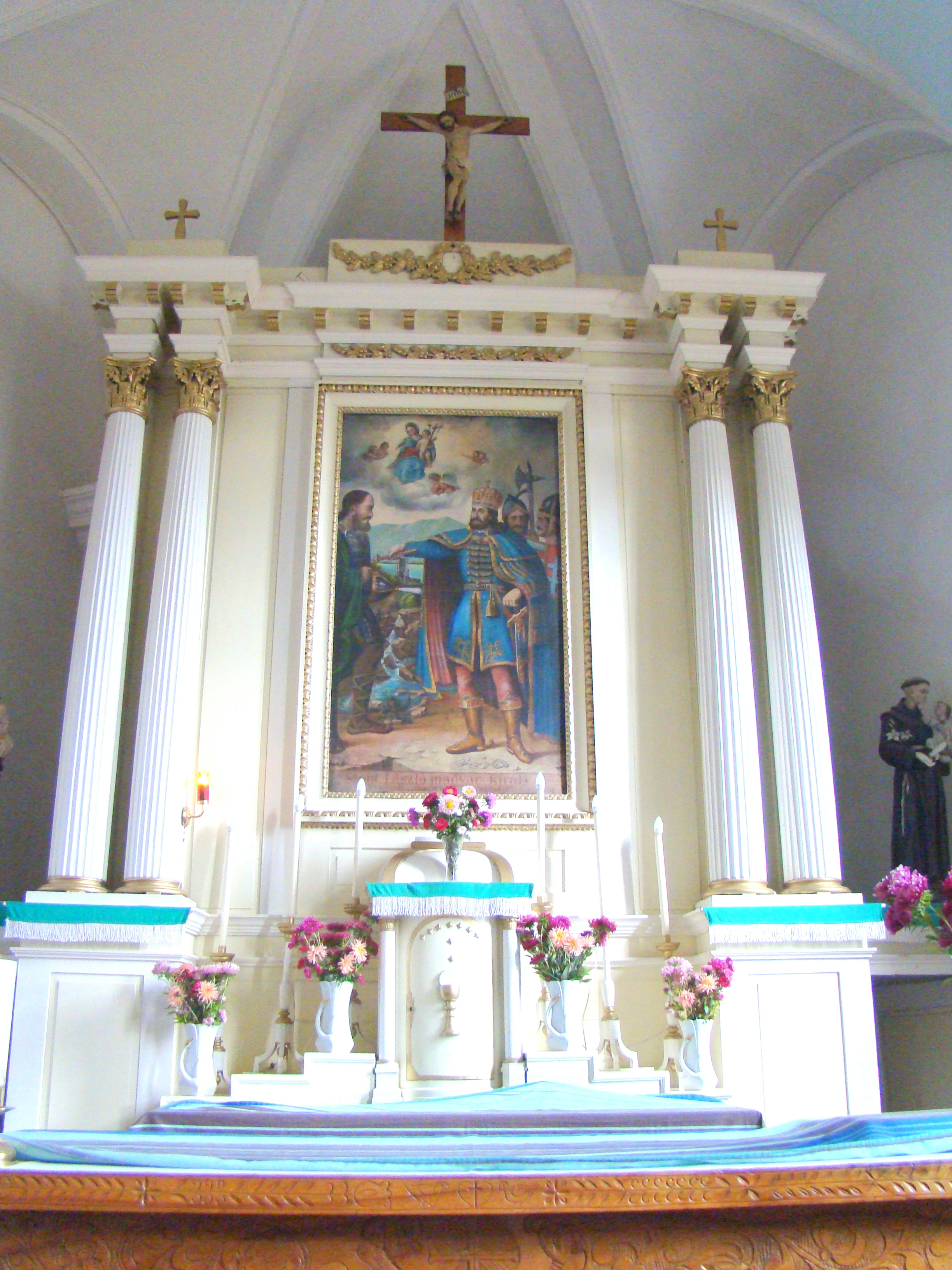
Altar principal înfățișându-l pe Sf. Ladislau al Ungariei
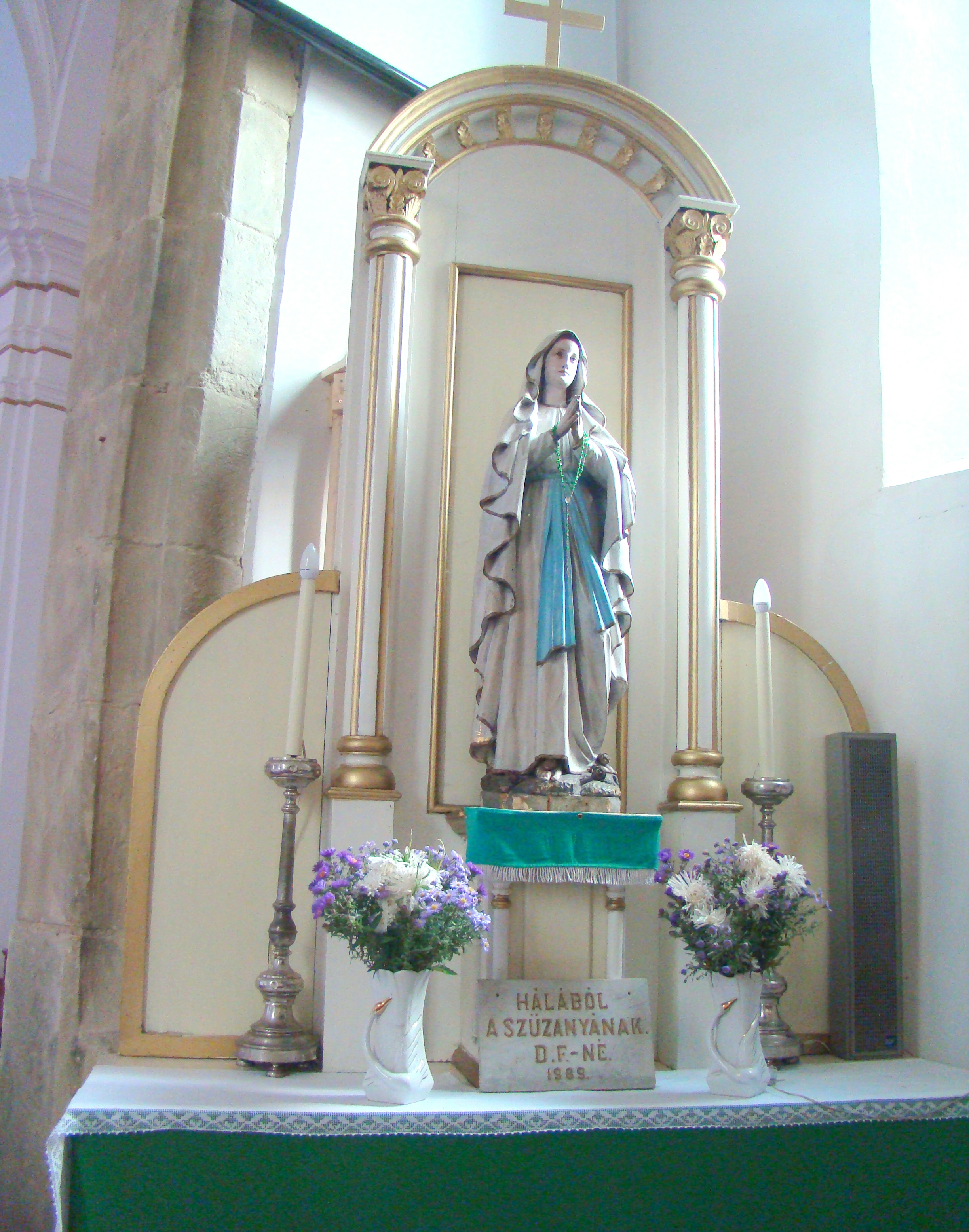
Altar secundar înfățișând-o pe Maica Domnului
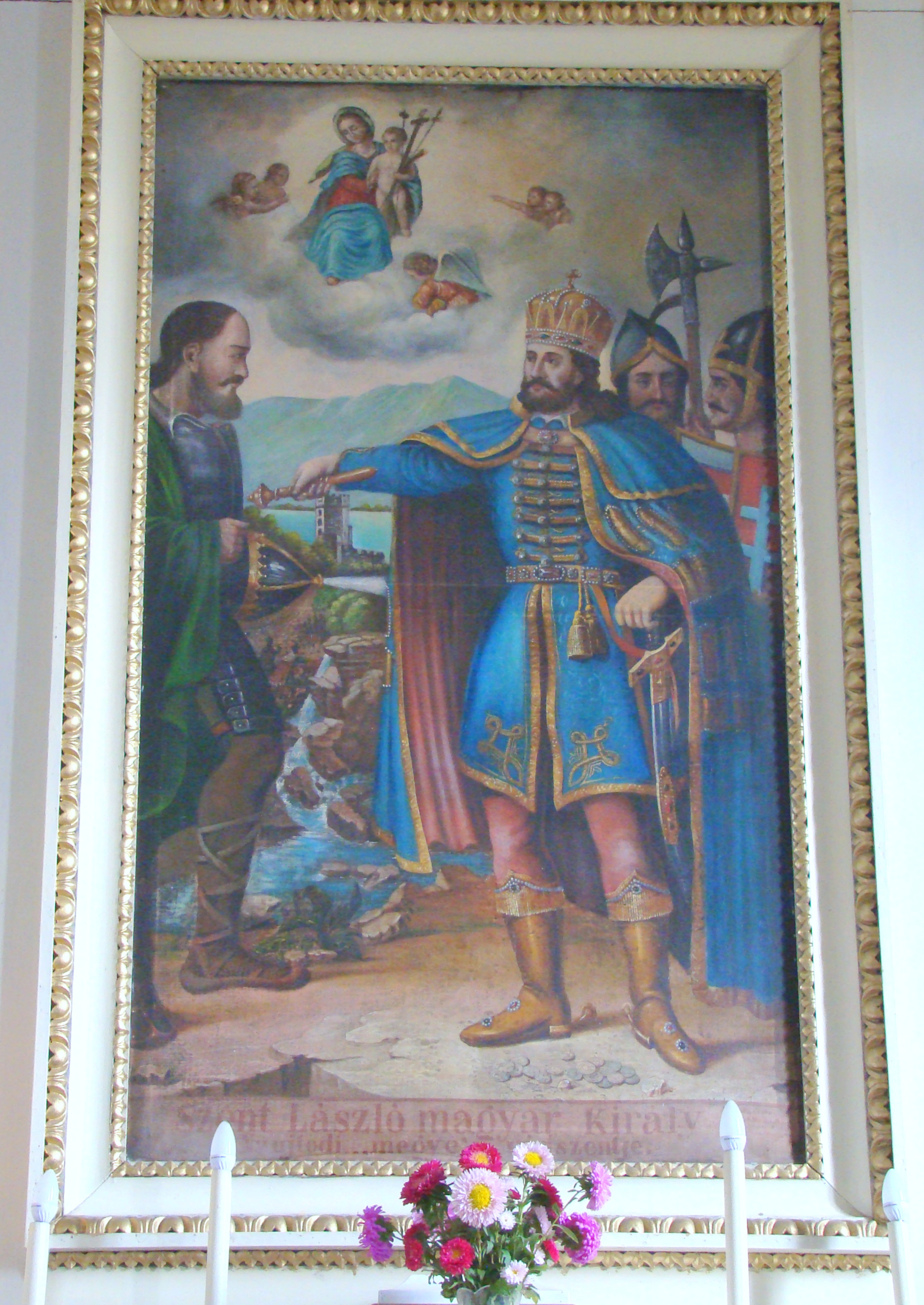
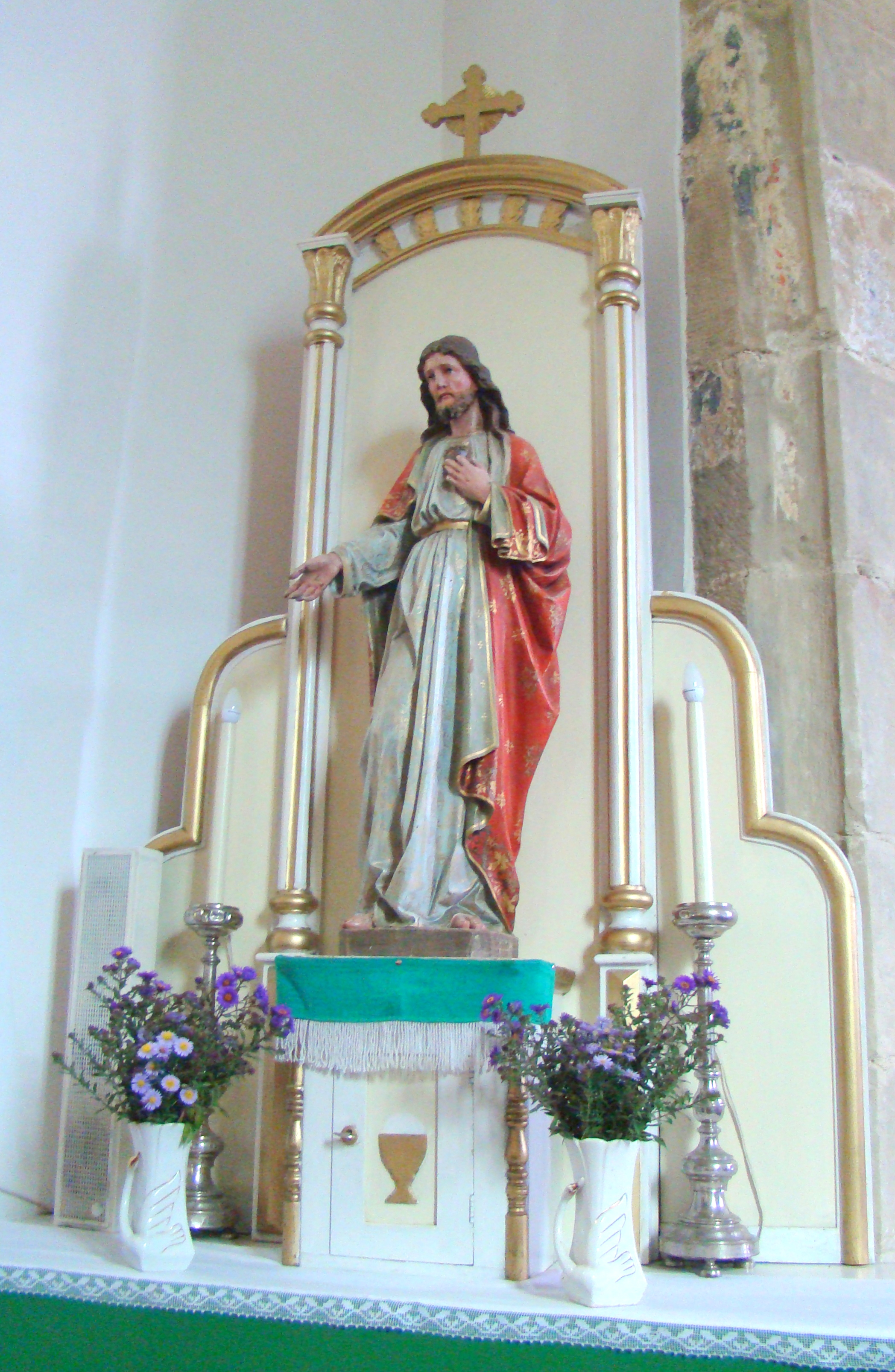
Altar secundar înfățișându-L pe Isus Cristos
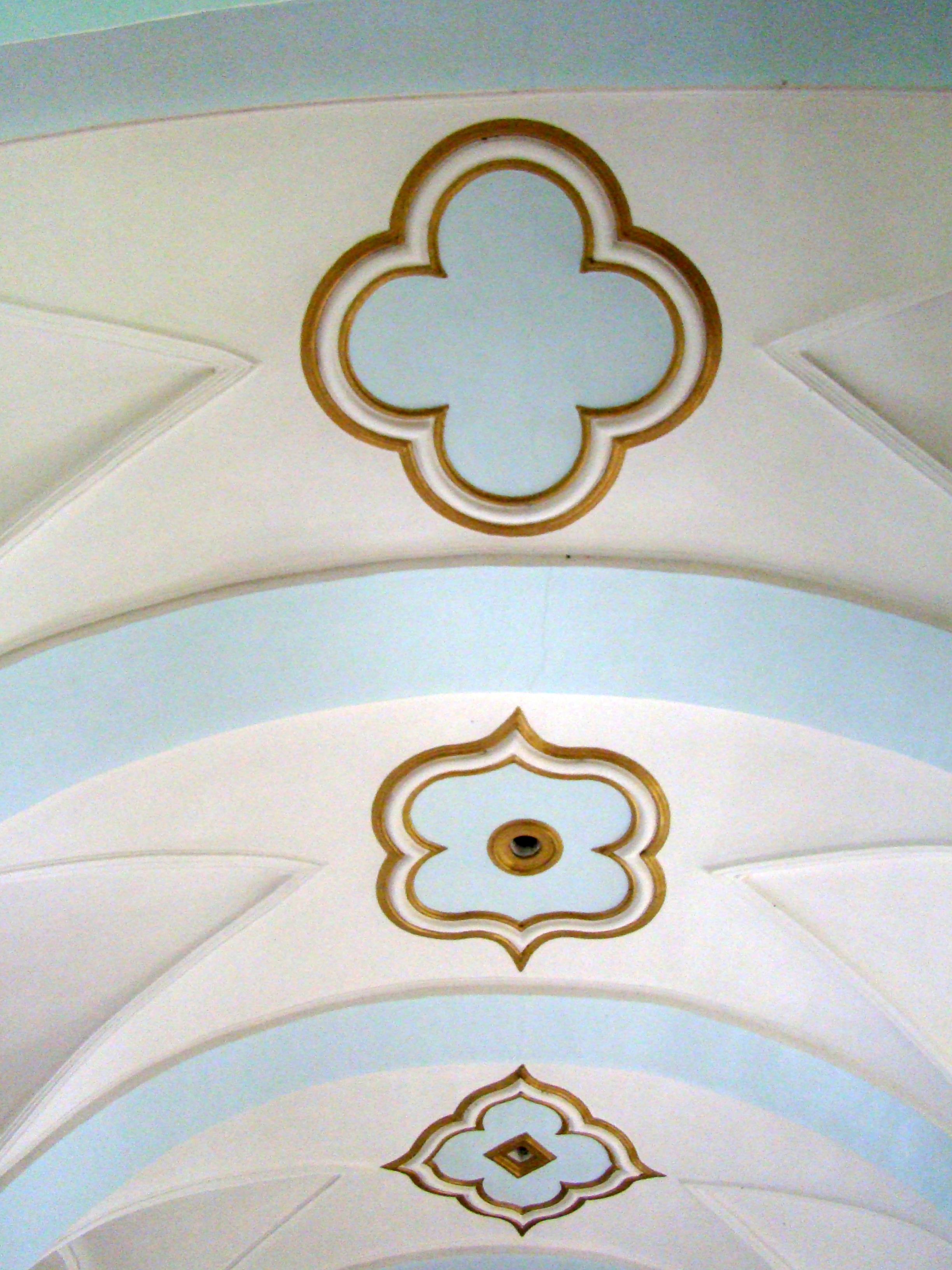
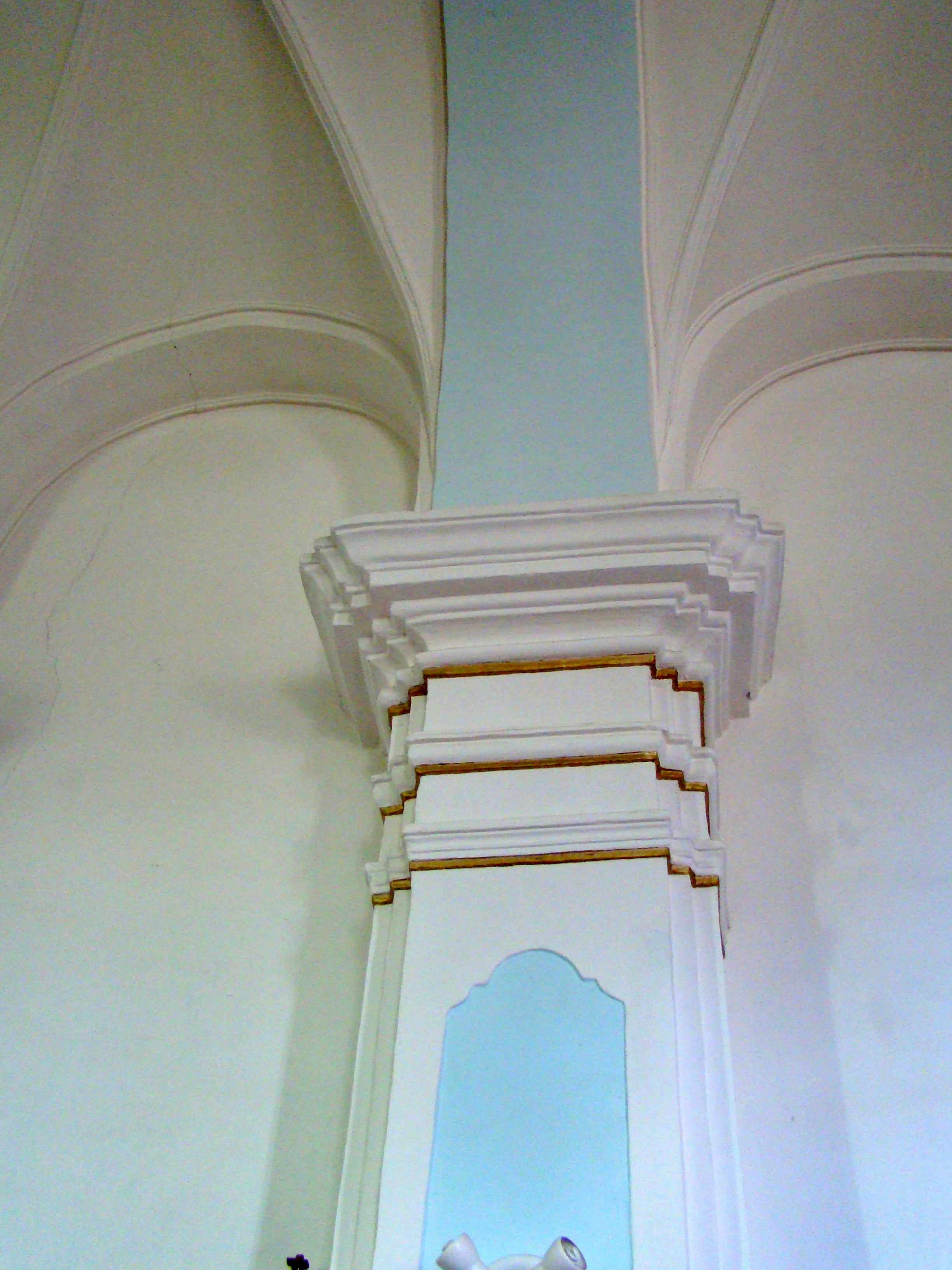
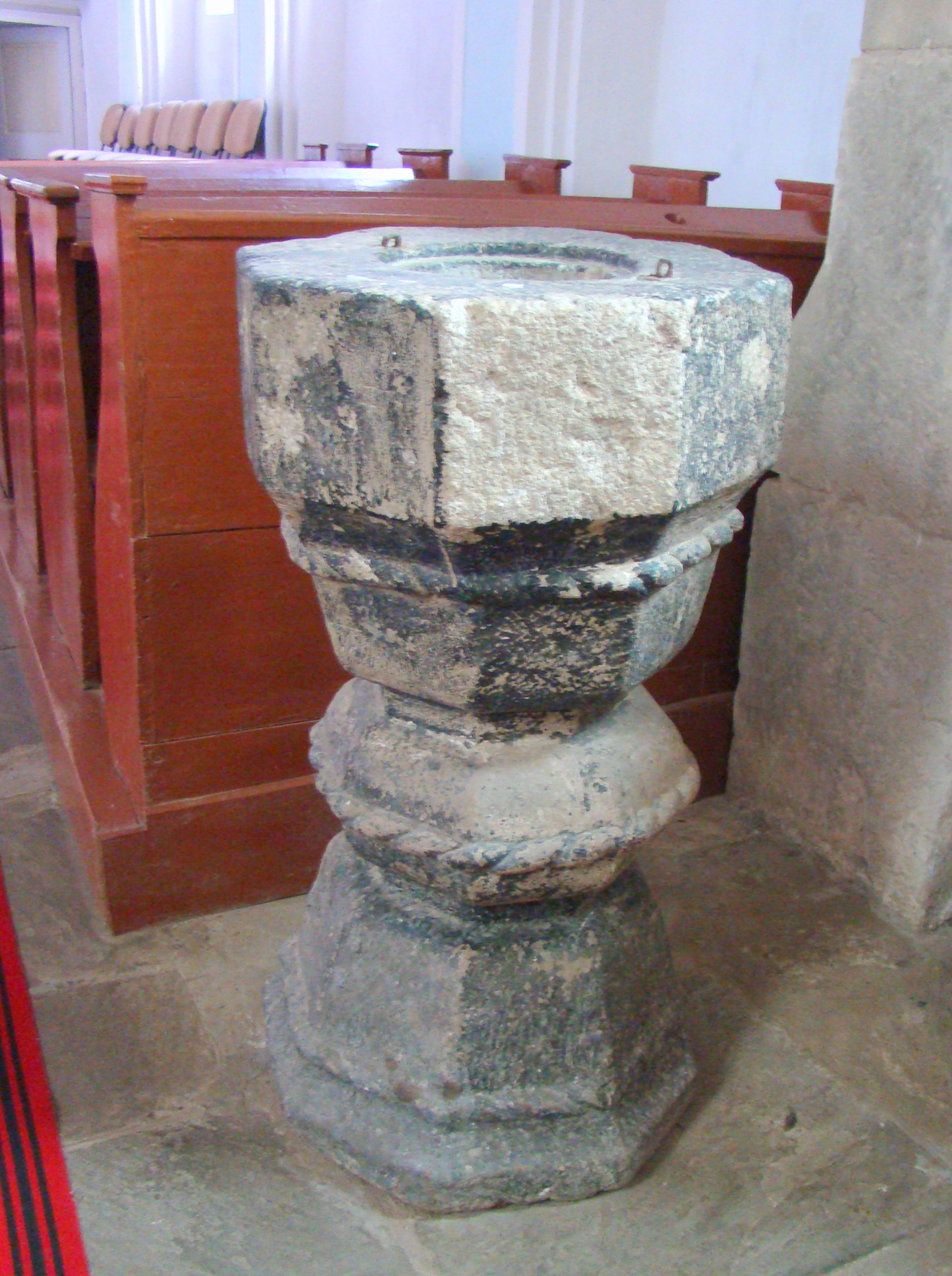
Cristelniță
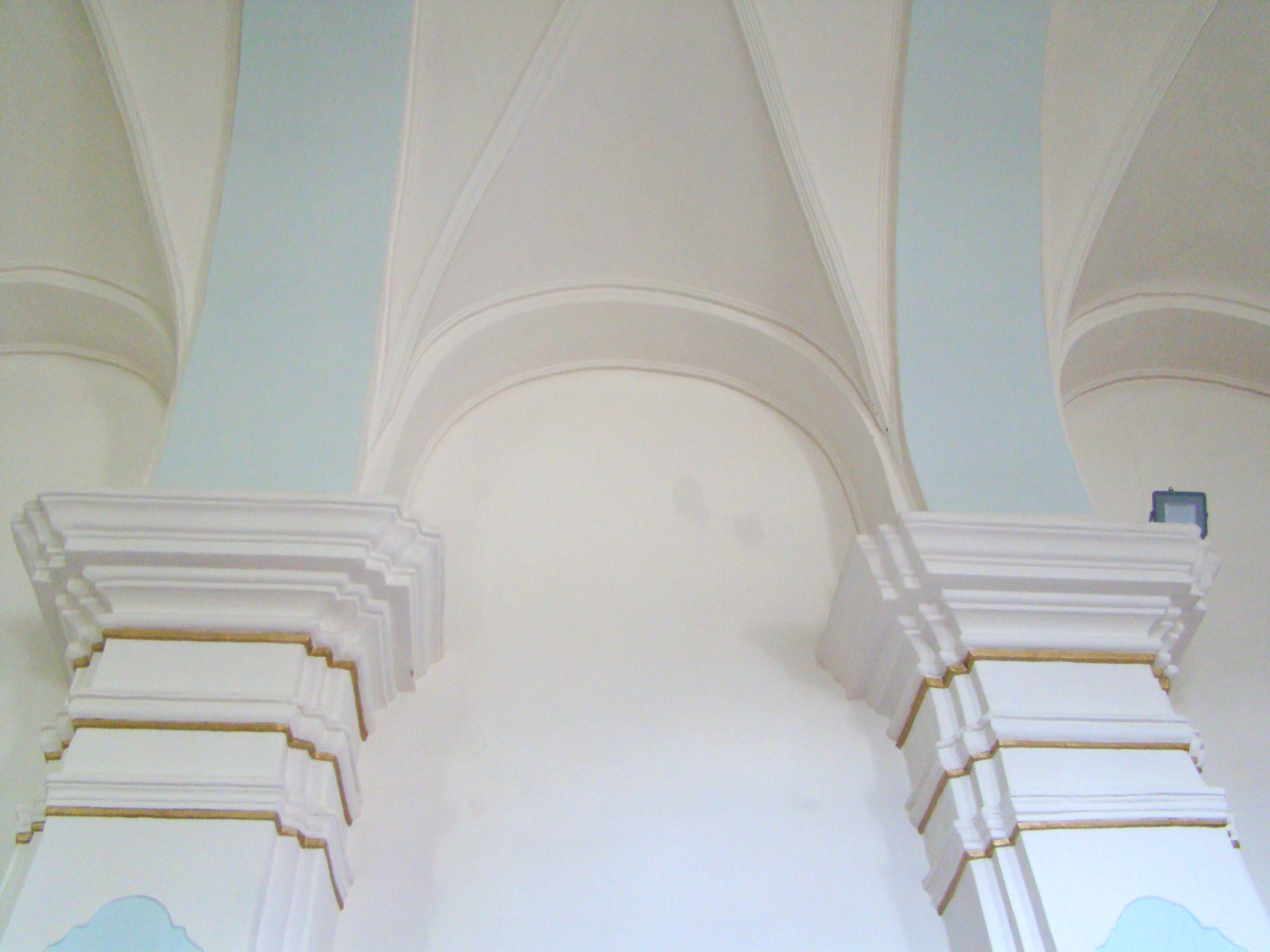
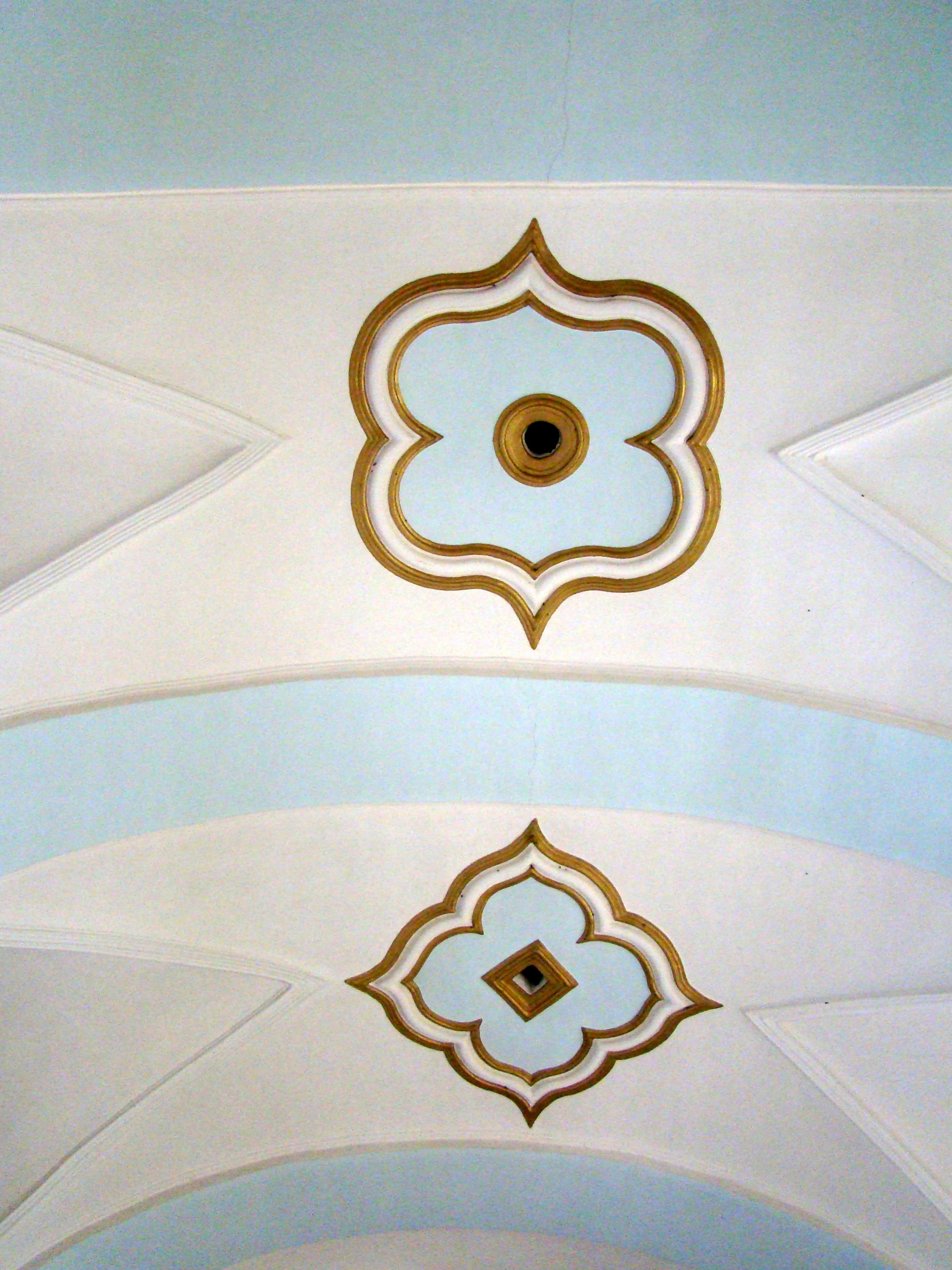
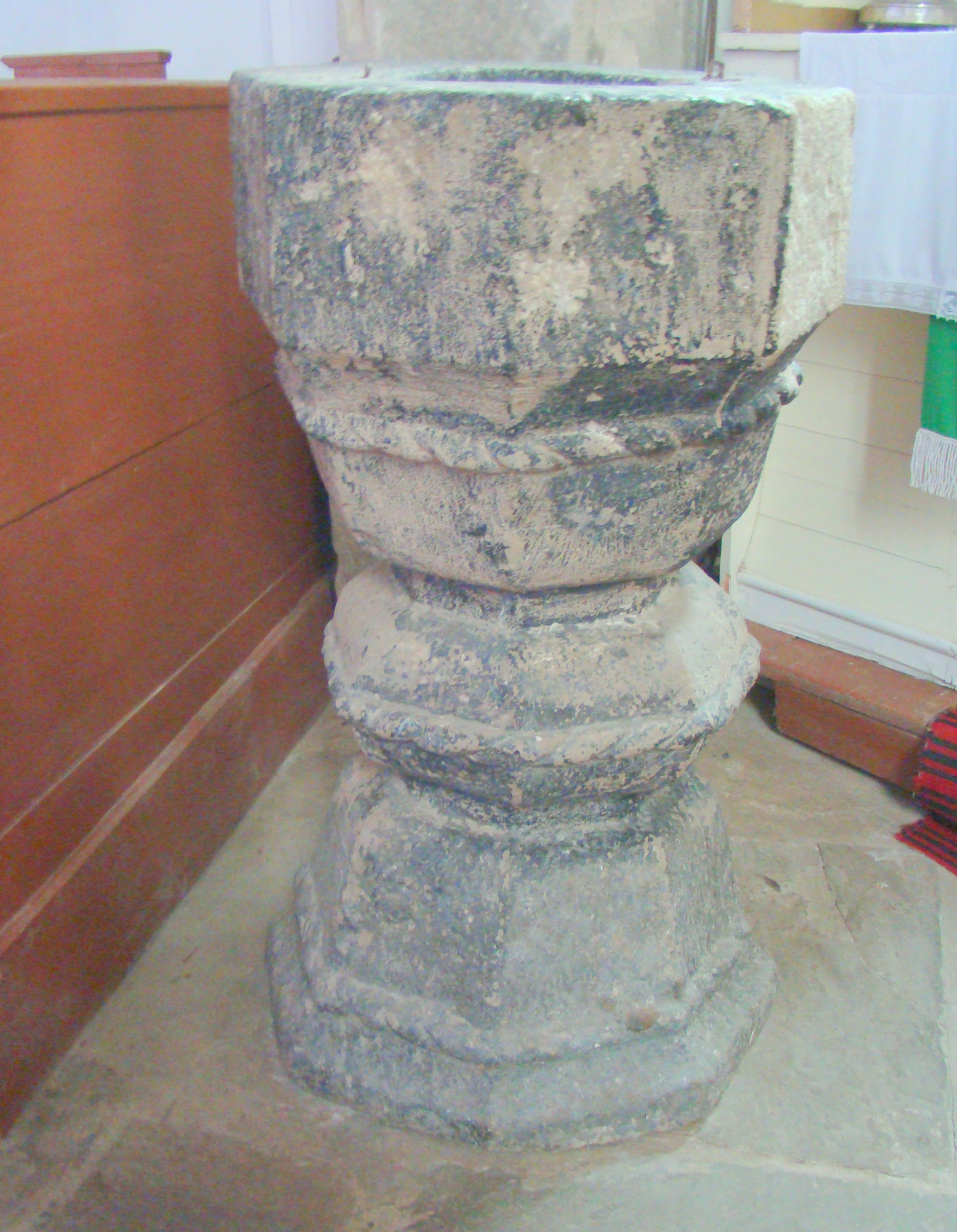
Cristelniță
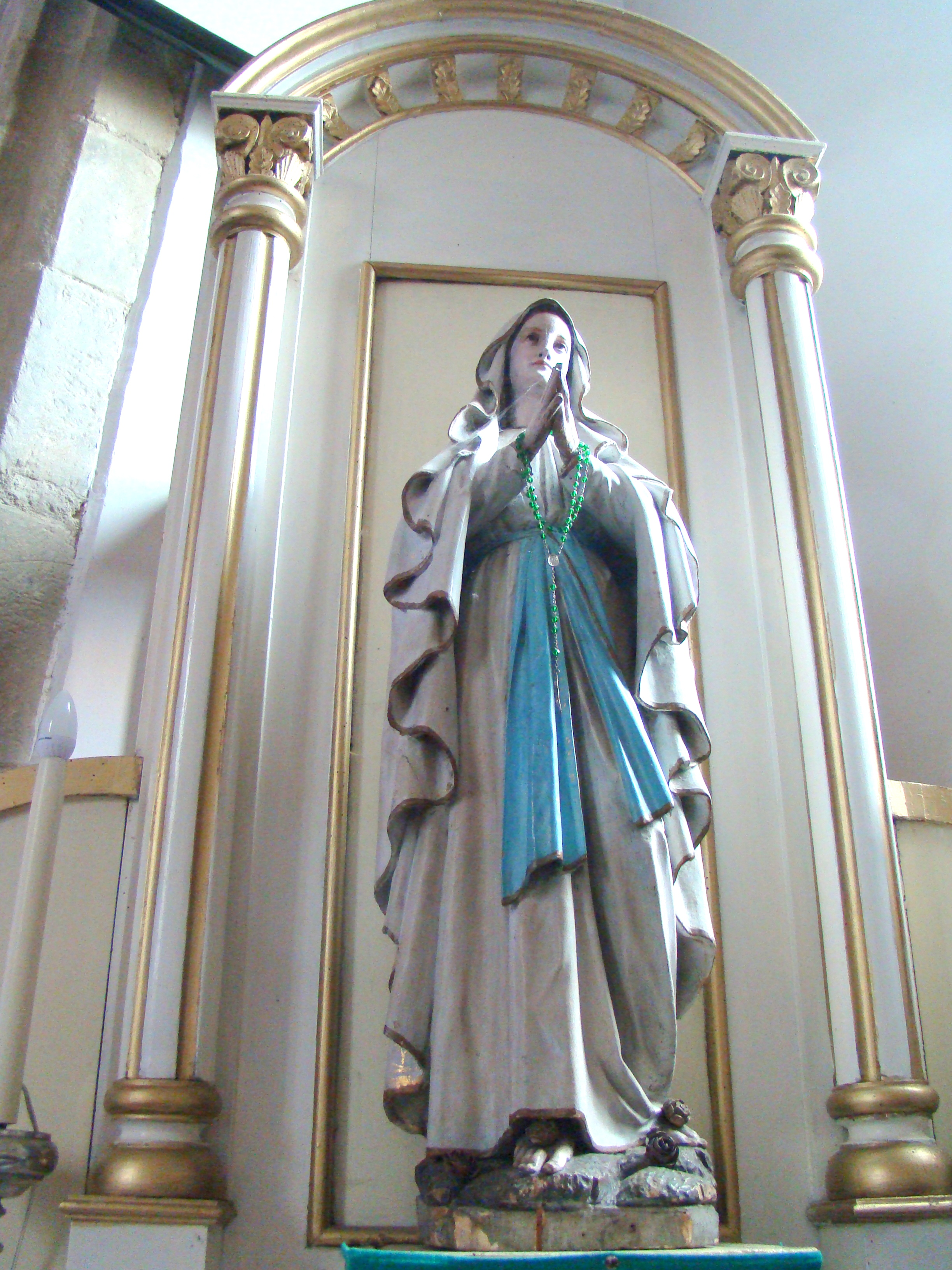
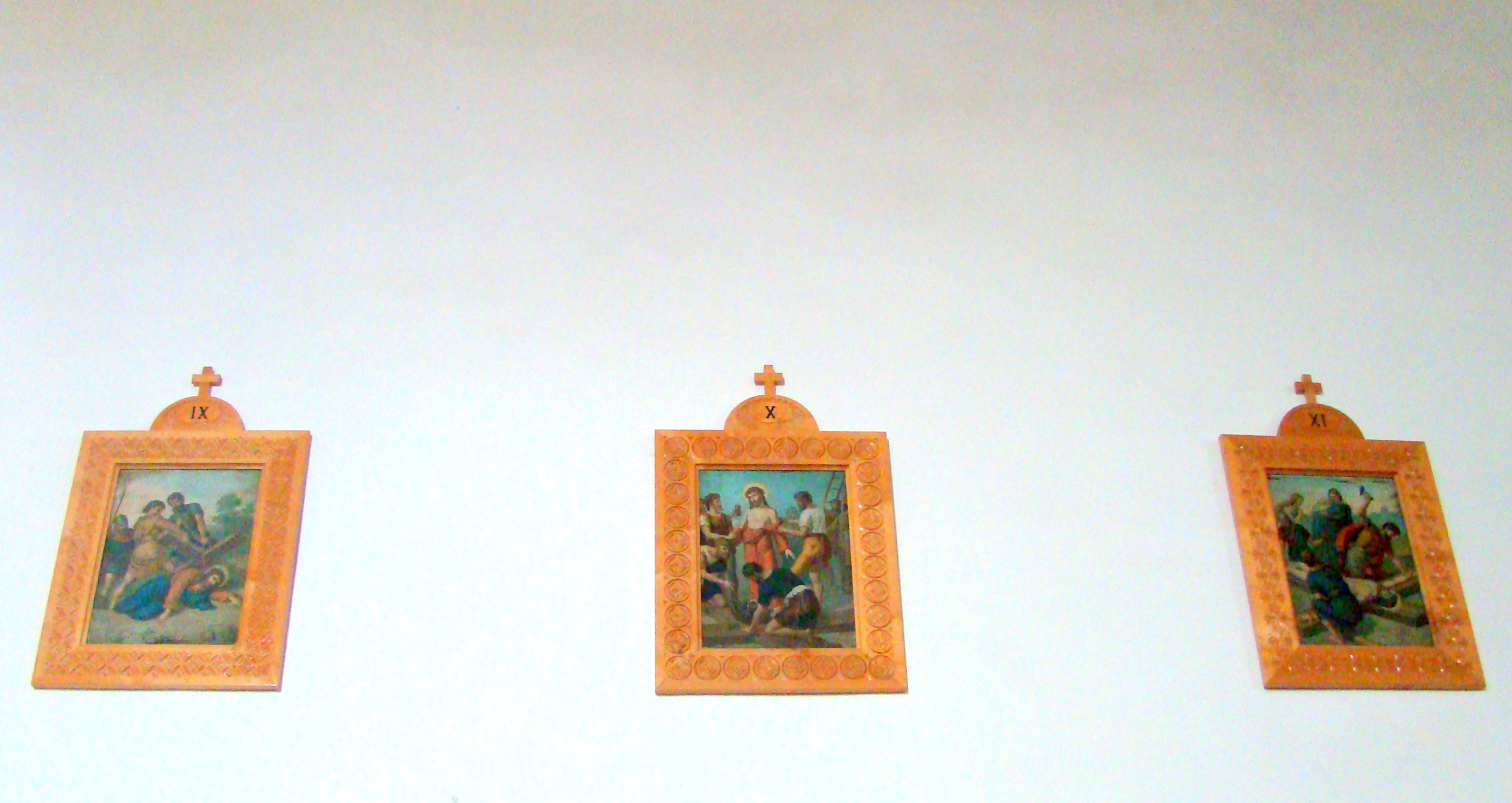
Scene din Calea Sfintei Cruci (1)
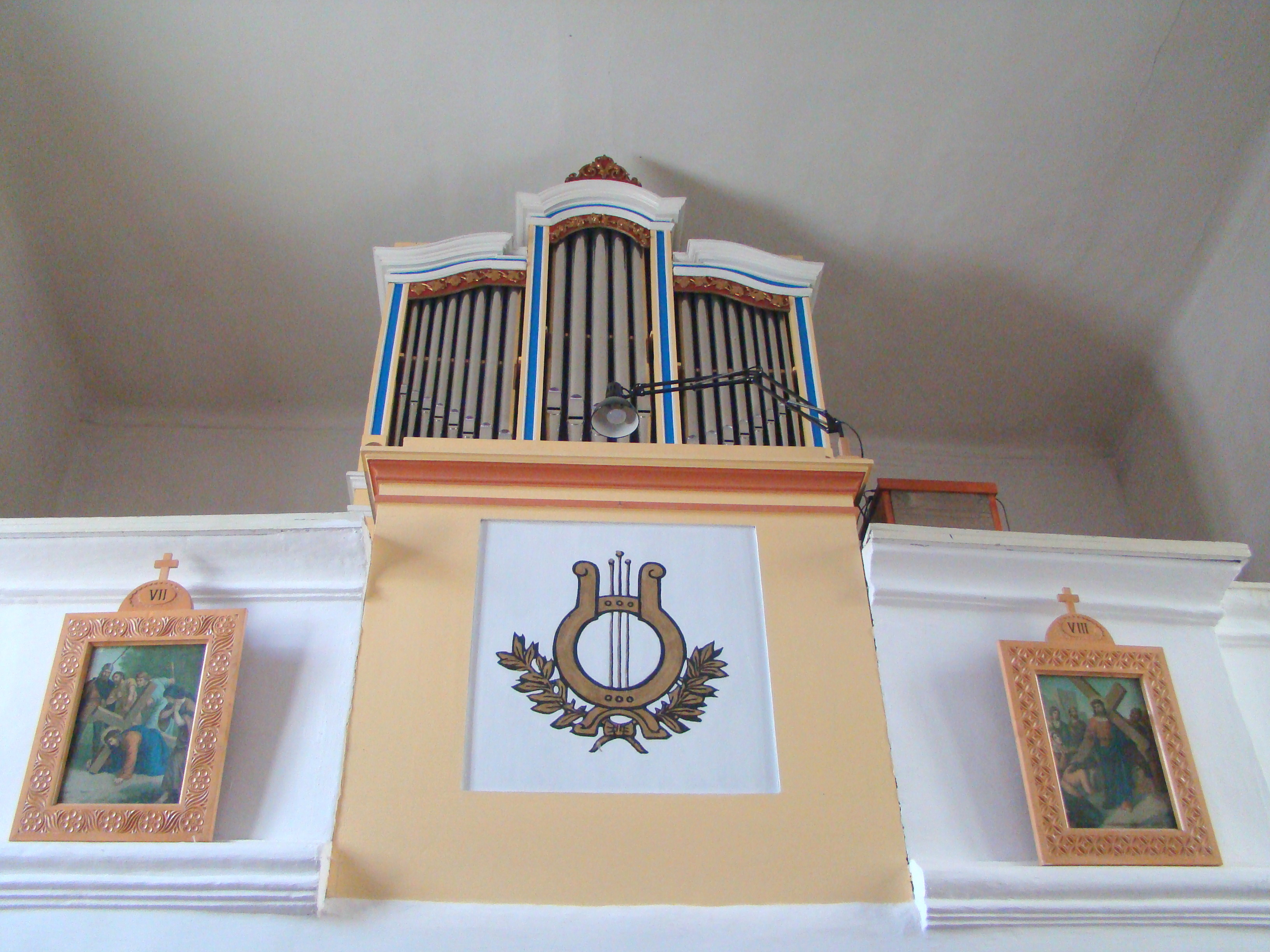
Orgă și scene din Calea Sfintei Cruci
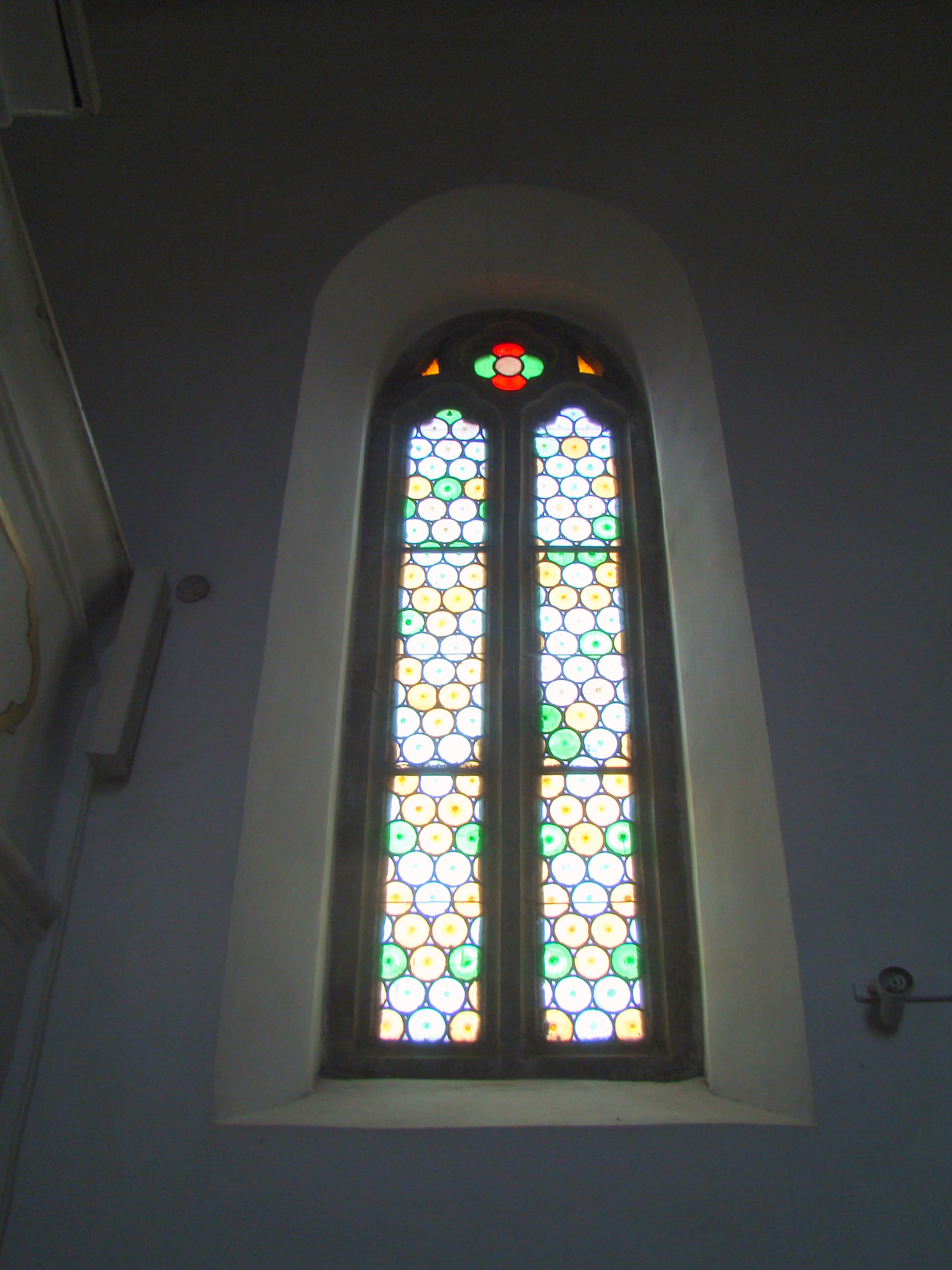
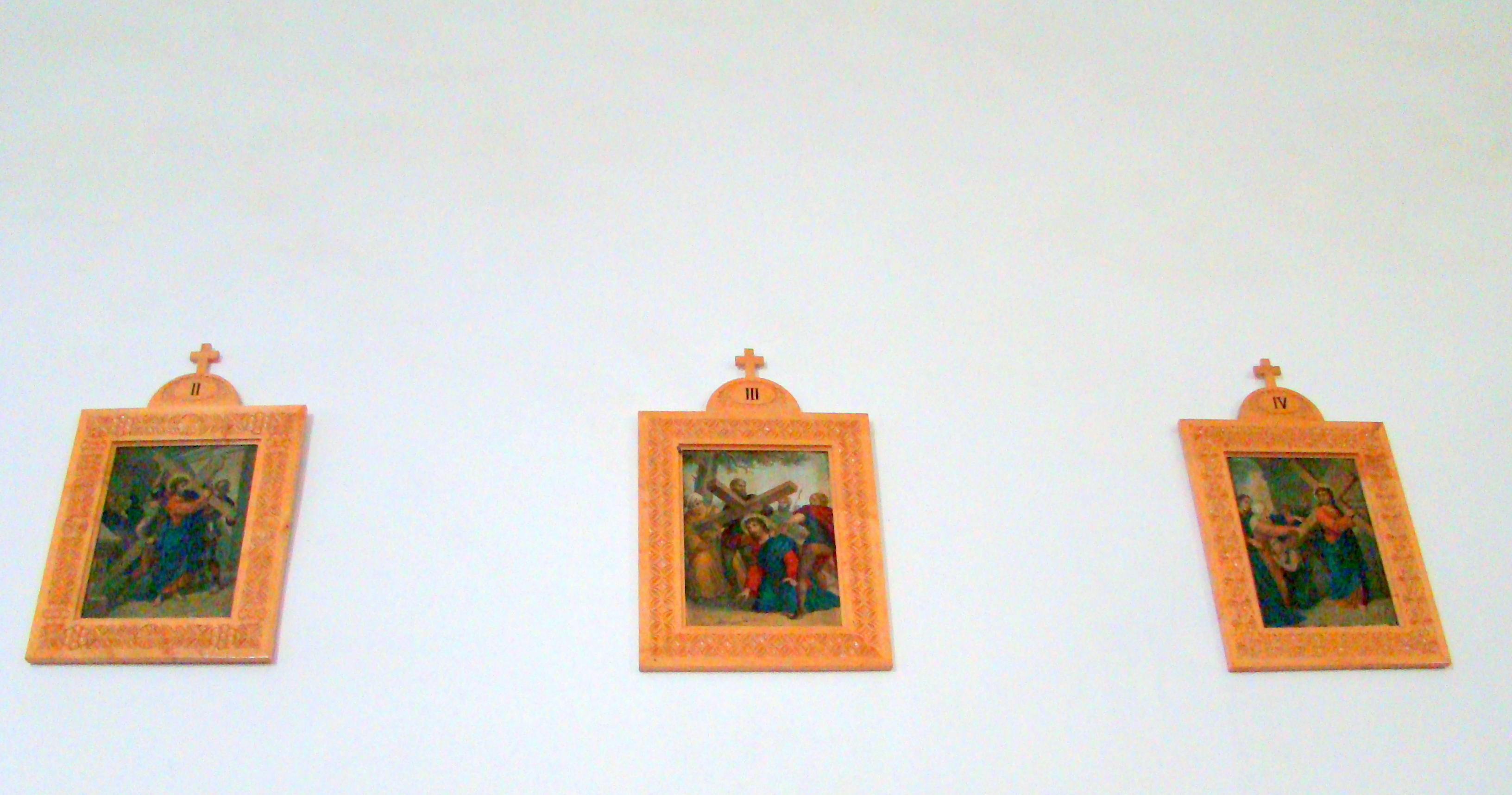
Scene din Calea Sfintei Cruci (2)
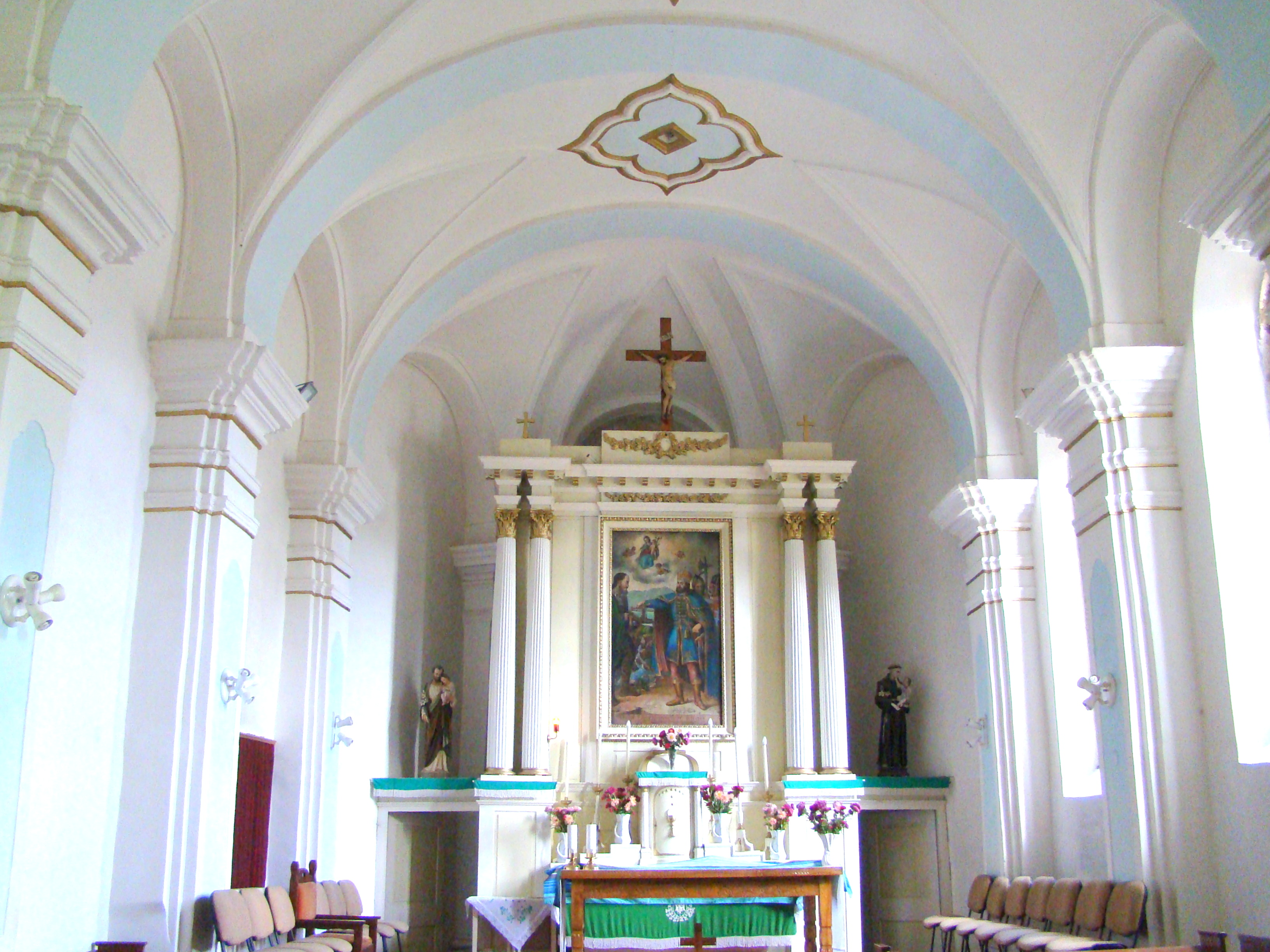
Altarul principal
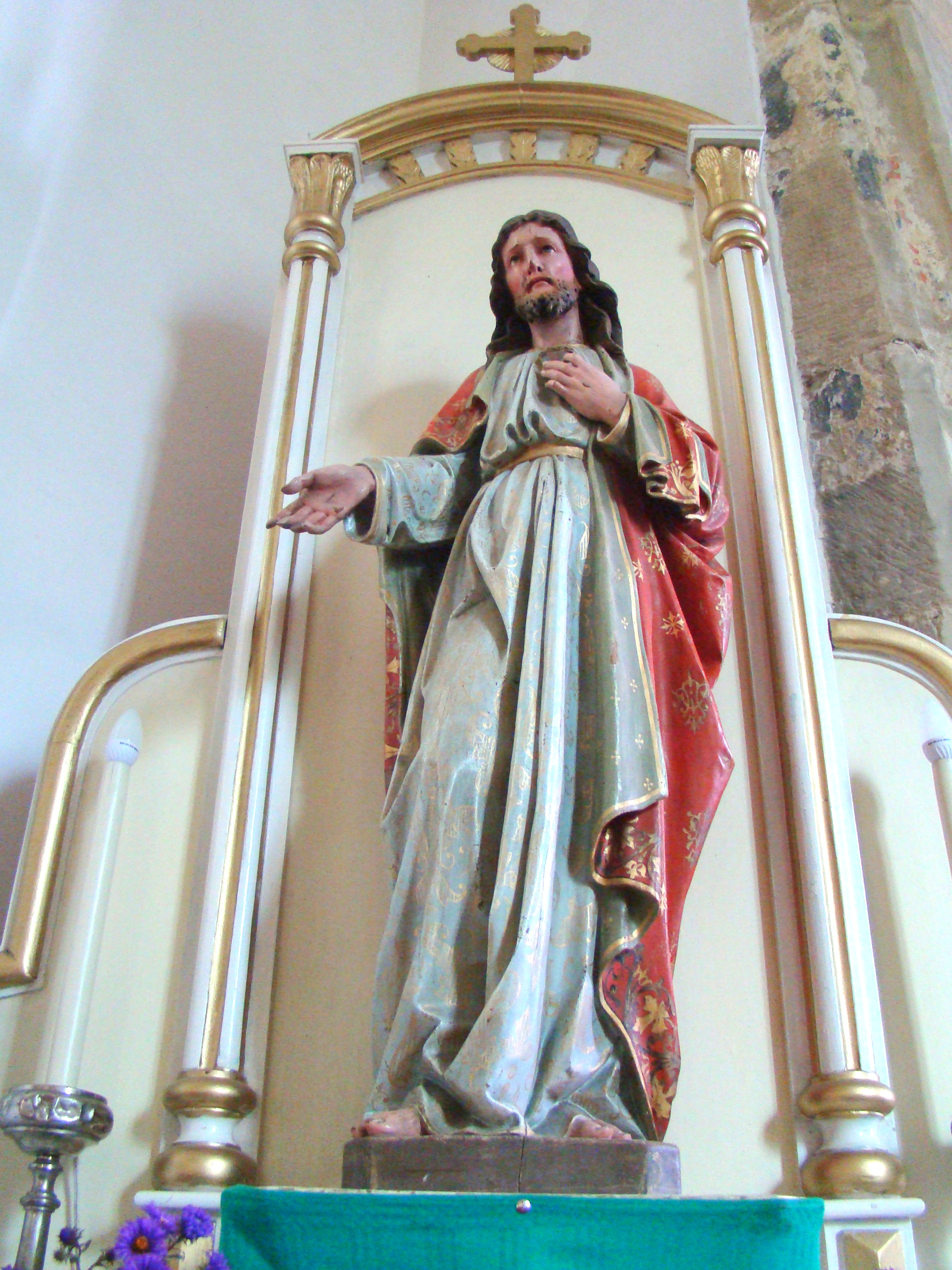
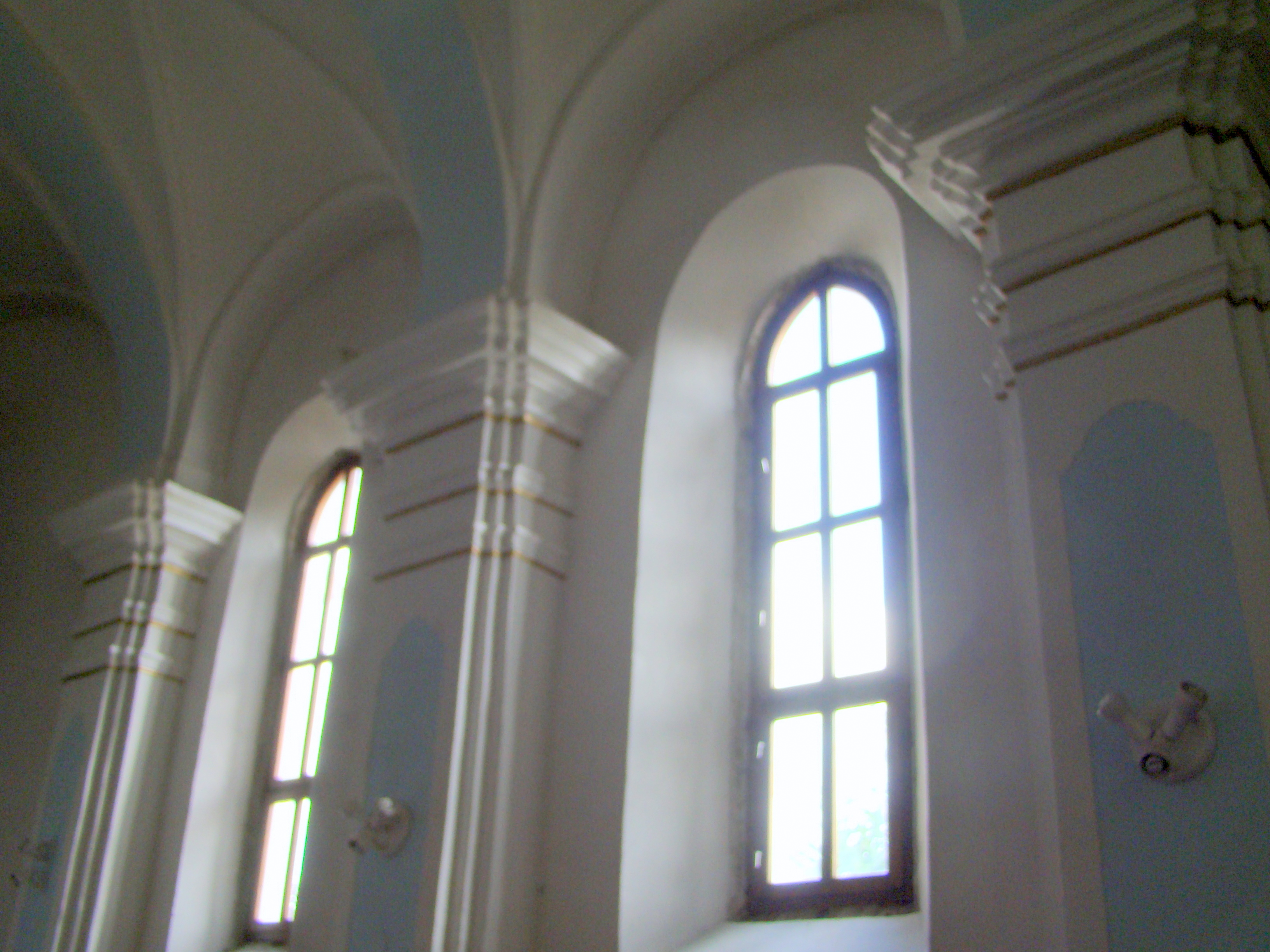
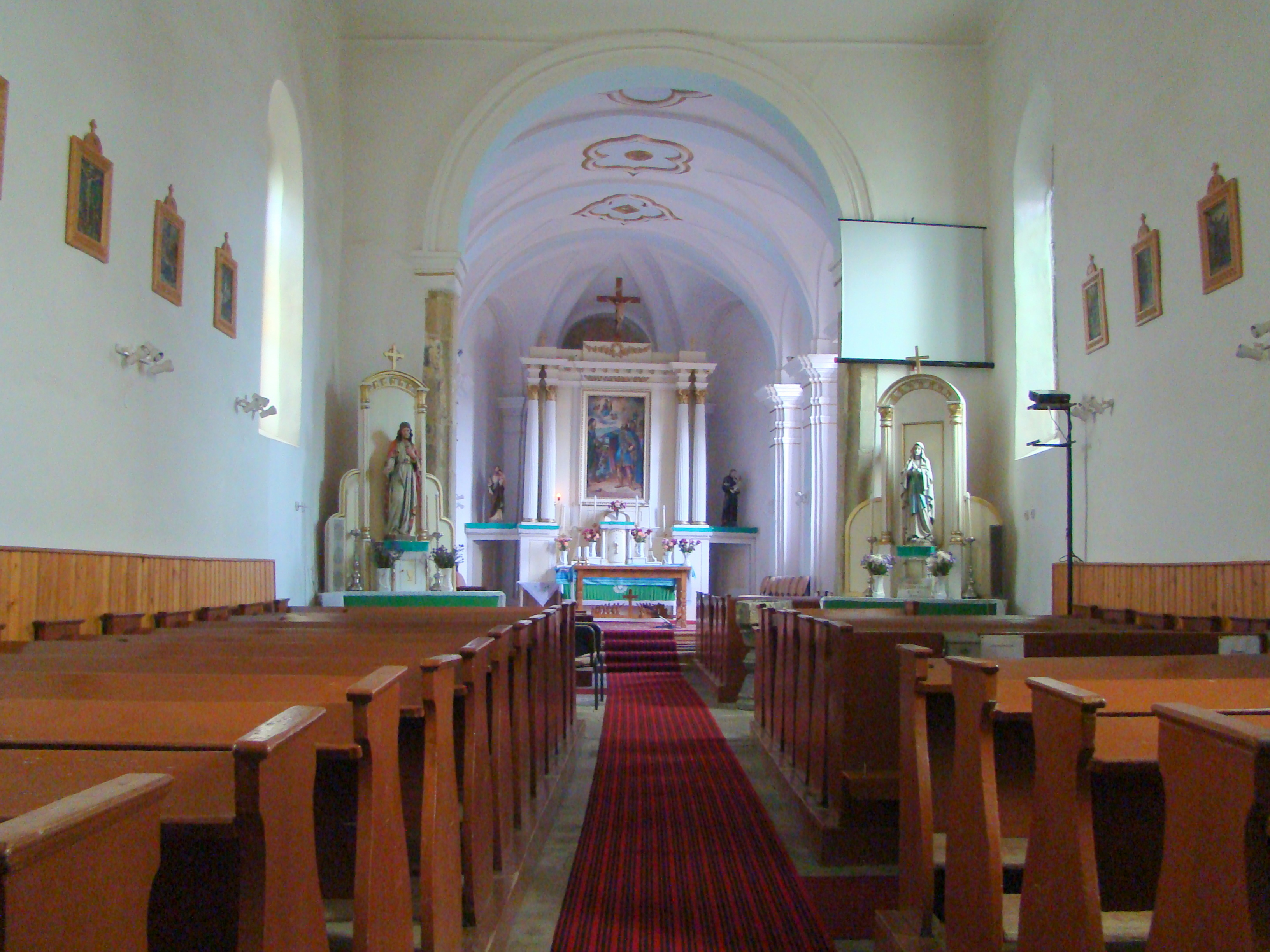
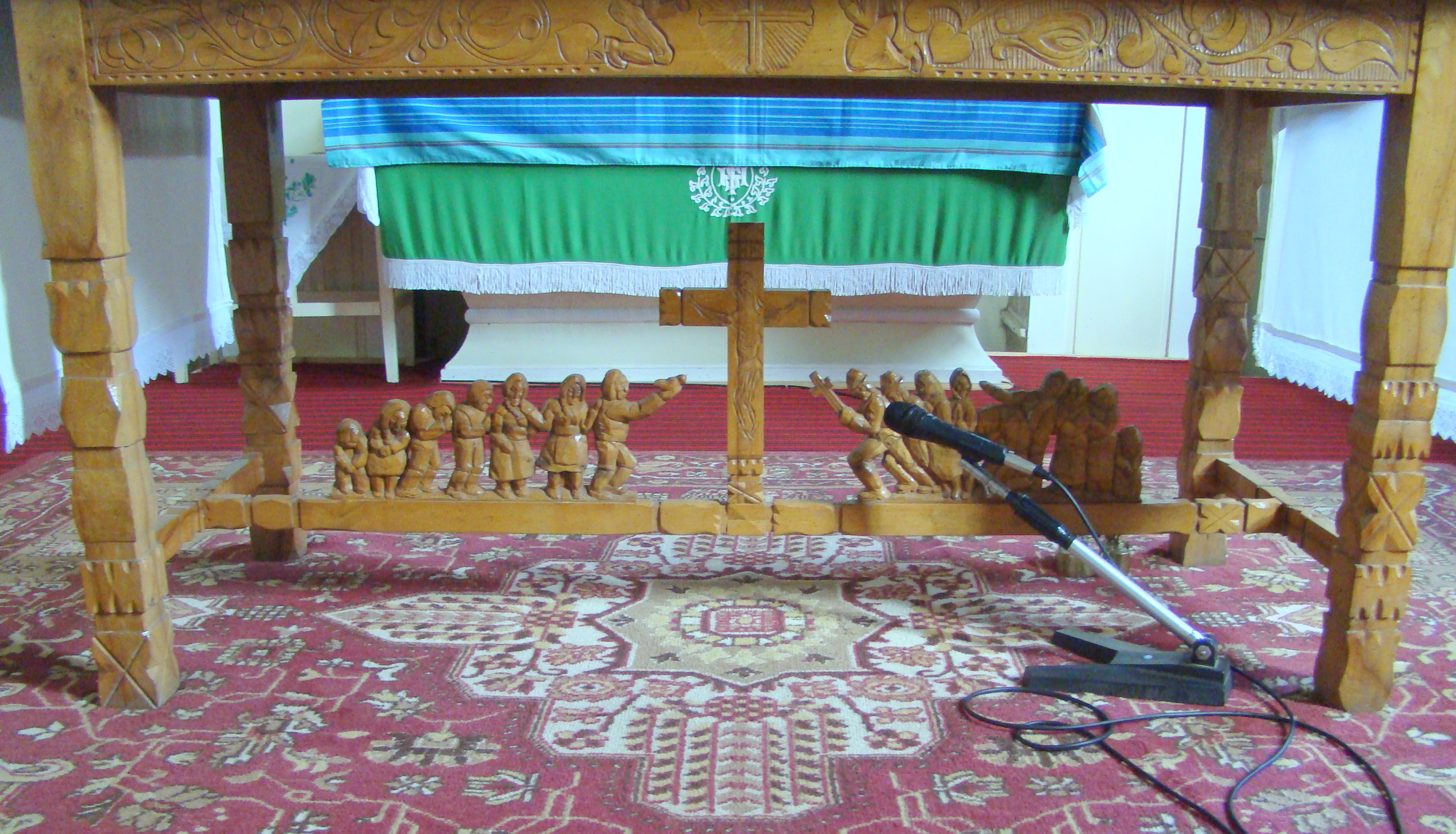
„Iar Eu, când Mă voi înălța de pe pământ, pe toți îi voi atrage la Mine." (Ioan 12:32).
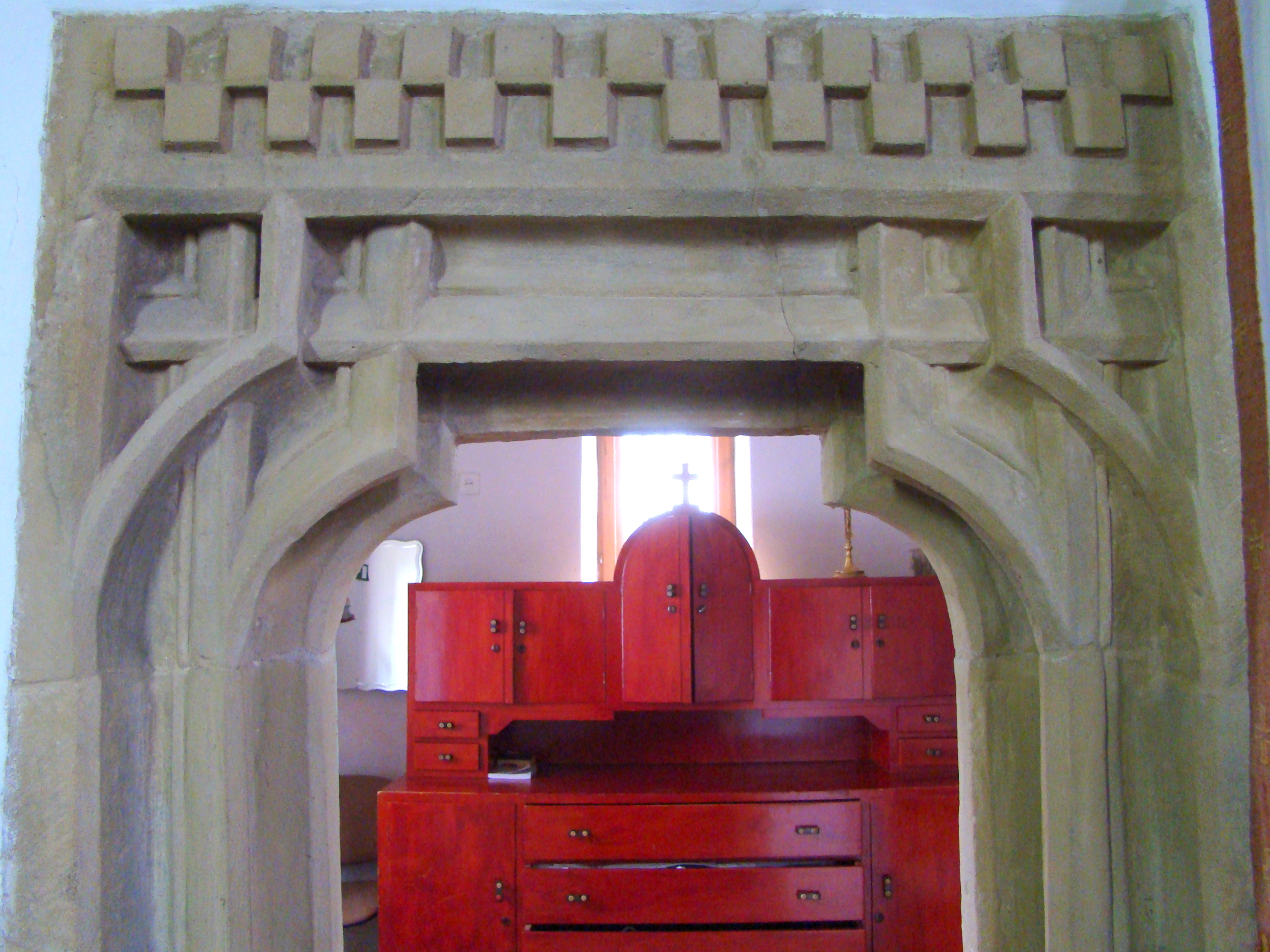
Sacristie
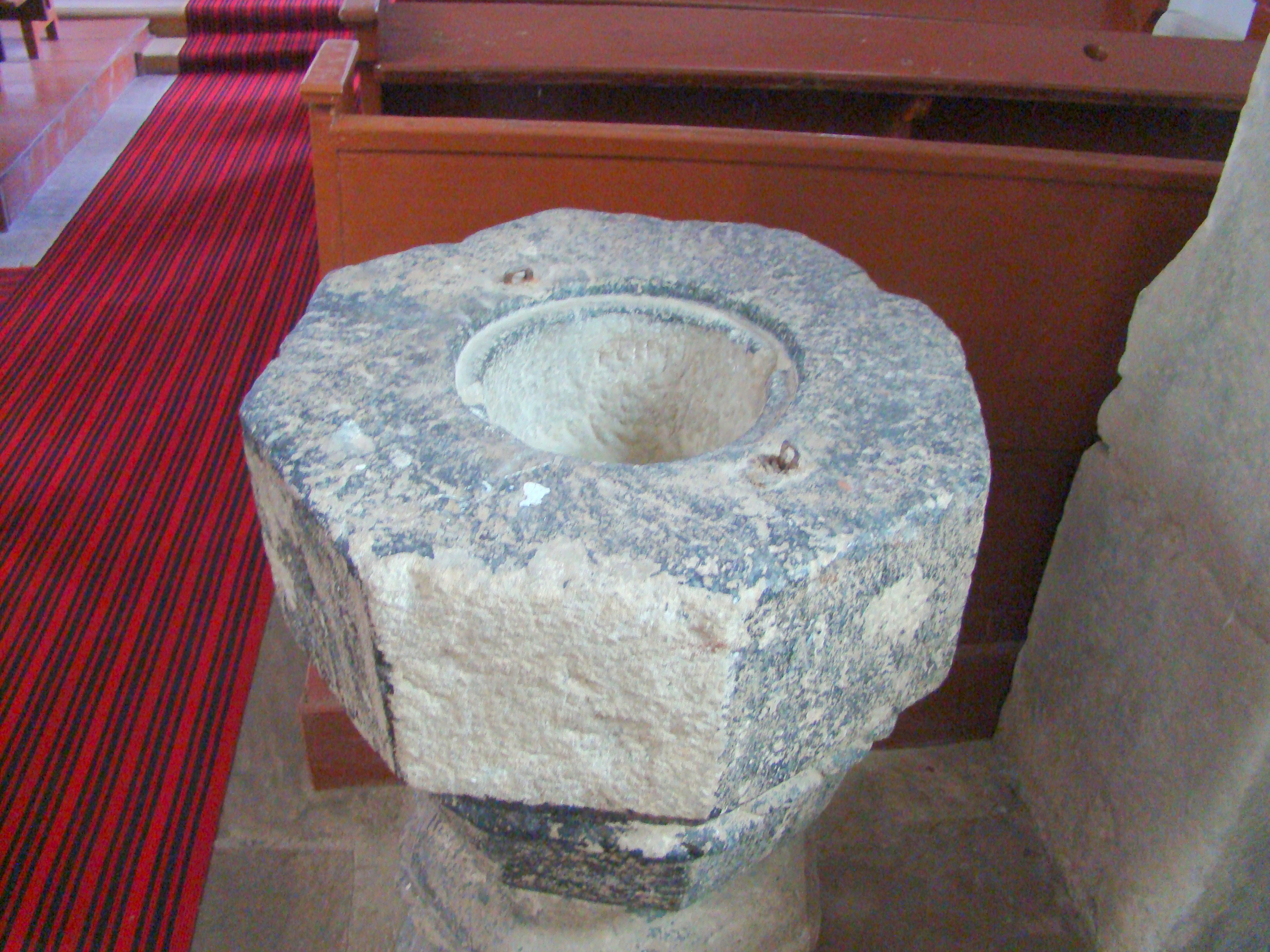
Cristelniță
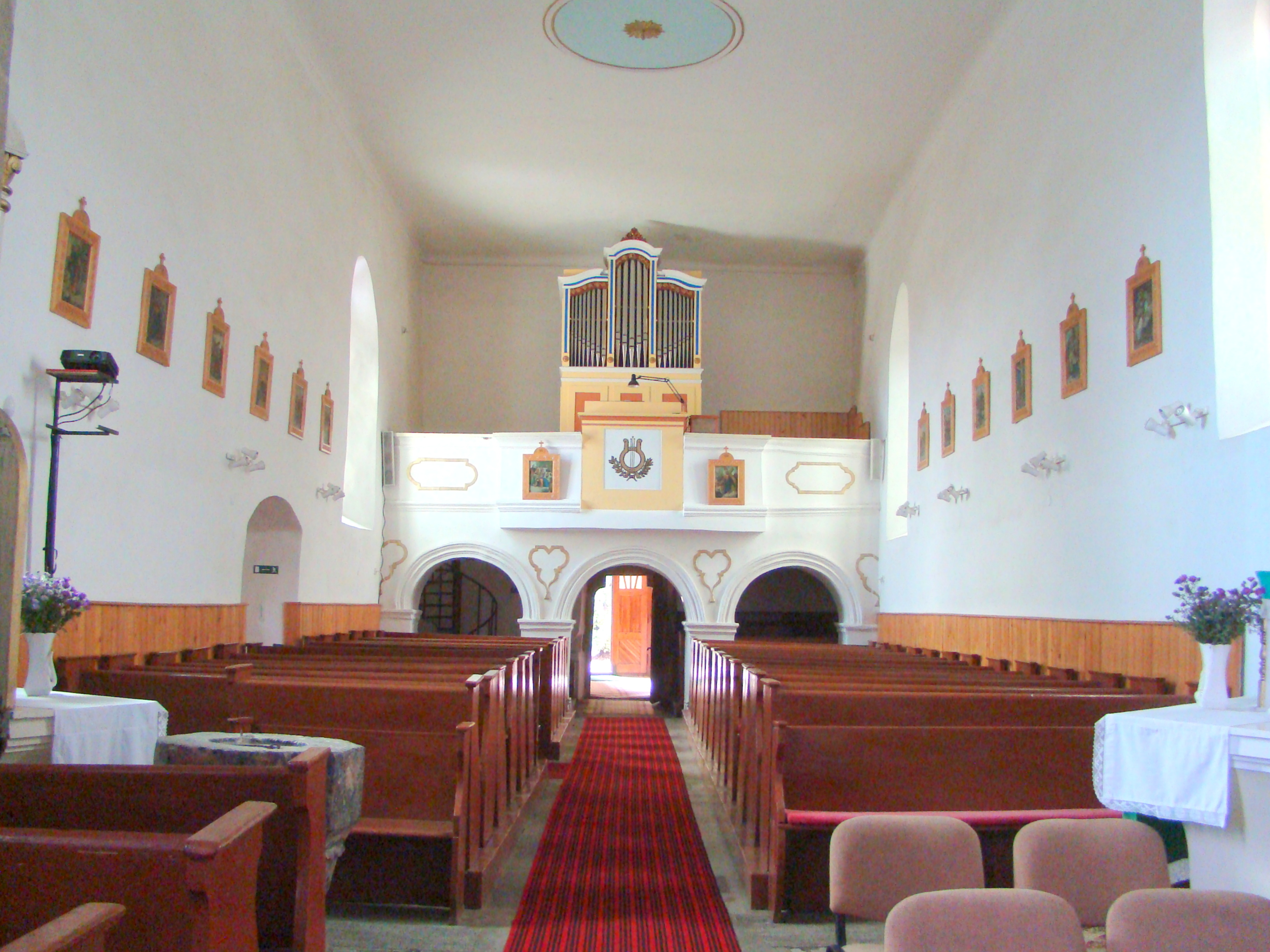
Orga văzută dinspre altarul principal